# バカとテストと召喚獣
『バカとテストと召喚獣』（バカとテストとしょうかんじゅう）は、井上堅二による日本のライトノベル作品、およびそれを原作としたメディアミックス作品。イラストは葉賀ユイが担当。略称は「バカテス」。ファミ通文庫より2007年1月から2015年3月まで刊行された。
2009年6月にはまったくモー助・夢唄によるコミカライズが『月刊少年エース』にて連載開始。また『ドラゴンエイジ』2009年5月号に掲載の6月号予告にてテレビアニメ化が発表され、2010年1月から3月まで第1期が、2011年7月から9月には第2期が放送された。
第1巻は第8回えんため大賞編集部特別賞受賞作。「このライトノベルがすごい！」作品部門ランキングで2008年度から2013年度まで6年連続でベスト10入りし、2010年度には1位を獲得した。また、2014年版で発表された「このラノ10年間のベストランキング」では3位を獲得している。2015年10月時点でシリーズ累計部数は730万部を突破している。
「学力試験の点数バトル」という異例のテーマを扱った「バカと美少女達による学園エクスプロージョンラブコメ」。基本的に主人公の男子高生・吉井明久の視点から一人称形式で進行するが、しばしば他のキャラクターの視点や三人称でも描かれている。

## あらすじ
第1巻
文月学園高等部。科学と偶然とオカルトによって開発された「試験召喚システム」を試験に採用し、学力低下が嘆かれる昨今に新風を巻き起こした。
二年次以降の振り分け試験の成績で厳しくクラス分けされるこの学園で、自信満々にテストの結果を受け取った主人公・吉井明久を待っていたのは、最下位クラスであり、学び舎とは思えないほどの最低な環境の教室Fクラスだった。
そんな中で始まったHRの最中教室に現れたのは、学年トップクラスの学力を誇る才女であるはずの姫路瑞希。彼女はもともと体が弱いため、振り分け試験中に体調不良で途中退席し、無得点扱いでFクラスに振り分けられてしまった。
密かに瑞希に憧れる明久は、クラス代表である悪友・坂本雄二を焚きつけて、彼女をこの最低設備から救うために「試験召喚戦争」を勃発させる。それは学園最強と呼ばれるAクラスと対戦し、勝利することで最高ランクの設備を手に入れようとする危険な賭けだった。
FクラスはDクラスやBクラスなど上位のクラスを次々と倒し、設備を交換しないことで他のクラスを自らの味方につけ、Aクラスに宣戦布告をする。しかし代表（雄二と霧島翔子）同士の日本史ペーパーテスト対決でAクラスが勝利し、Fクラスは設備がちゃぶ台からみかん箱に格下げされることになった。
第2巻
文月学園の学園祭である清涼祭で、Fクラスは中華喫茶「ヨーロピアン」をすることになる。その売り上げでFクラスの設備を向上させ、瑞希の転校を阻止しようと考えていたのだった。また、明久と雄二は学園長の藤堂カヲルから清涼祭で行われる「試験召喚大会」に出場するよう要請される。しかしもともと設備が貧しいFクラスは喫茶店でも「汚い」と罵られる。そして明久たちは召喚大会を勝ち上がり、決勝で対決したのがFクラスの喫茶店を「汚い」と罵った3年A組の「常夏コンビ」であった。
第3巻
明久ら2年生は学力強化合宿に向かう。そこで、明久、雄二、土屋康太（ムッツリーニ）、木下秀吉の4人は自らを覗き犯に仕立て上げた人物を見つけ出そうとする。しかし覗き犯について分かっていることが「お尻に火傷の痕がある」ということだけだったので、4人は他のFクラスのメンバーの協力の下、女子風呂を覗くことになる。しかし教員や女子生徒の防御に阻まれる。それでも彼らは仲間を増やし、ついに西村宗一（鉄人）を倒して女子風呂覗きに成功するが、そこに入っていたのが学園長だけだったので全員が落胆し、さらに男子生徒全員に対し1週間の停学処分が下る。それが明けた後、島田美波は明久にキスをする。
第4巻
FクラスはDクラスから宣戦布告を予告されているという情報が流れる。Fクラスは開戦を阻止しようとするが、今度はBクラスが宣戦布告を計画しているという噂を耳にし、Dクラスとの戦争の準備を始める。そのためには美波を愛して止まない清水美春の怒りを買う必要があったが、明久が美波のキスの真意を読み取れず、美波は作戦に消極的になる。そんな中戦争が始まり、明久は美春と話すことになる。その録音を聞いた美波は、明久への想いを強めるのだった。
第5巻
明久の姉の吉井玲がボストンから帰ってくる。玲は明久が1学期の期末試験で一定以上の成績を取らなければ家に居座ると言い出す。それを阻止し、平和な一人暮らしを取り戻すため明久は雄二らと共に勉強に励む。そして明久は期末試験に臨むが、頼みの綱の世界史のクラス・学生番号・氏名欄に(解答用メモとして)紀元前・334年・アレクサンドロス大王と誤って記入したまま提出してしまい、無記名扱いで0点となって玲は家に残ることになる。その後、明久は、今まで良いイメージを持っていなかった玲が自分が好きなパエリア作りに奮闘していたことを知る。
第6巻
試験召喚システムの不具合で、召喚獣が個々の性質を反映した化け物になってしまう。それを利用し、夏休み中に2年と3年で肝試し勝負をすることになる。そこで明久は常夏コンビと対決することになる。
第7巻
始業式翌日に行われた持ち物検査で、Fクラスメンバーの「聖典」たるエロ本が没収されてしまう。それを取り戻すため、学園長と話し合って、体育祭で行われる野球大会で優勝すれば没収品を返却してもらえるということになる。しかし野球大会には召喚獣を使用することとなる。彼らは試合を勝ち上がり、ついに学生間でトップに立って教員チームと対戦する。初めは劣勢だったものの、最終回になって借り物競争の時間になって先生が次々といなくなり、召喚フィールドが形成できなくなったところで、彼らは実力による野球を提案する。その試合に勝利し、彼らの没収品は返却されることになるが、家に郵送すると聞かされ落胆する。
第7.5巻（僕と福引きと闇の鍋）
明久と玲は福引きに行き、海鮮セットを当てる。それを使って、明久の家で闇鍋をすることになる。食べている途中で、テレビで海外の空港のストライキのニュースが流れる。そこには瑞希の両親がいた。そこで、玲の提案で瑞希は明久の家にしばらく住むことになる。
第8巻
明久は瑞希を家に泊めていることがばれ、翔子に迫られている雄二とともにFクラスの他の男子生徒から逃げ回ることになる。一方FクラスはCクラスと戦争をすることになり、明久と雄二はCクラス、Fクラス双方から狙われることになる。そして明久が自習中だったAクラスに逃げ込んだとき、BクラスがAクラスに宣戦布告を計画していることを聞く。その背後にはBクラスとCクラスに手を回す3年生の姿があった。その後秀吉の協力を得て、明久は何とかFクラスに戻ることができた。帰宅後、瑞希は風邪で寝込んでしまった明久を看病する。明久が起きてきたところで、瑞希は明久にキスする。
第9巻
明久が風邪で休んでしまうなか、戦争2日目がスタートする。彼らは瑞希の頑張りと科目を自らの思い通りに切り替える戦略で優位に立つが、相手に見破られできなくなってしまう。さらに瑞希は敵の罠に引っかかり、失格となりそうになる。一方明久は留学生のリンネ・クラインと出会い、BクラスとCクラスの戦略、そして彼らを裏で操っている3年生の存在を知る。雄二は明久に瑞希の救出を任せ、自らは事前に立てた計画通り動く。そしてCクラス代表を討ち取り、Cクラスの教室を手に入れた。しかし彼らはさらにEクラスと戦い、Aクラスに近いEクラスの教室を手に入れた。
第10巻
ついにAクラスとの再戦の日がやってくる。両者とも善戦し、ムッツリーニが翔子と保健体育で勝負をしようとしたとき、試験召喚システムが落とされる。そして、3年生代表の髙城が現れ、2年生に対し宣戦布告をする。それはリンネの学校から提案されたことで、学園長が承認したためだった。
第11巻
3年生との戦争では、これまで姦計を以って勝利を積み重ねてきたFクラスはBクラスの根本恭二の策略もあり発言力を失う。そのため雄二も自信を失っていた。そして2年生は団結力を欠き、徐々に戦力を減らしていく。しかし雄二は皆の励ましもあり、翔子への愛を叫んで本来の自分を取り戻していく。
第12巻
3年生との戦争2日目、雄二は前日の戦いで3年生に囲まれる前に逃げ帰ったため肩身の狭くなった根本に取って代わる。一方明久は髙城から瑞希がリンネとの交換留学を持ちかけられていることを聞き、悩む。瑞希が自分への想いとよりよい学習環境、どちらを選択すべきか悩んでいるからである。また明久は美波からも告白される。そして、明久は髙城と瑞希を賭けて対戦することになる。

## 登場人物
※声優はテレビアニメ版 / ドラマCD版のもの。1人しか記載されていない場合は特記無い限りアニメ版のキャストとする。

### 文月学園高等部2年生

#### Fクラス
振り分け試験の成績が最底辺だった生徒が集うクラス。男子48名、女子2名が在籍している。もともとの教室の設備は6クラス中最低で、足の折れたちゃぶ台と腐った畳、綿がほとんど入っていない座布団での授業を強いられる。あまりにも劣悪な環境から体調にも悪影響が出ることもあるという。
吉井 明久（よしい あきひさ）
声 - 下野紘 / 同左
本作の主人公。2年Fクラスに在籍する男子生徒。誰もが認めるバカで、文月学園におけるバカの代名詞「観察処分者」でもある。論理的な会話にはついていけず、嘘もまともにつけないが、感性は常識人の部類に入り、また他人のために真剣に怒れる真っすぐな心根の持ち主。基本的にはツッコミ役だが、バカであるためか図らずもボケになってしまうことも多々ある。
容姿は本人曰く「365度どこから見ても美少年」。「女装や同性愛が似合いそう」と評されることが多く、文月学園では隠れアイドル「アキちゃん」として、彼の女装写真や抱き枕カバーなどのグッズが秘密裏に売買されている。
作中では同性を含む複数の登場人物から好意を寄せられているが、バカであるがゆえに他人からの好意には非常に鈍感。なお、本人は瑞希に対して憧れに似た好意を抱いており、美波に対してもだんだんと異性として意識をしだしている。なお、秀吉に対しては序盤は「男友達」と言っているが、後に異性（第3の性別・秀吉）としてときめいている。好きなタイプとして、姉が明久の部屋で見つけたエロ本から、「ポニーテール」と「巨乳」が好きである。
学力は「三権分立」や「酢酸の化学式」を答えられず、遷都の年も覚え間違うほどのレベルだったが、後に日本史と世界史を真面目に勉強した結果、この2科目においては学年トップレベルの成績となった。自分が料理をしていたこともあり、料理の問題は得意。召喚獣の戦闘力は最低レベルだが、観察処分者として（教師の雑用などに）召喚獣を操る機会が多いため学年一の操作技術を持っていて、多少の得点差の相手なら互角以上に戦うことができる。
召喚獣の装備は改造学ランに木刀。2学期からは改造学ランの裏地に龍の刺繍が追加された。オカルト版の召喚獣は「デュラハン（頭部の無い騎士）」で、影響した本質は「バカ」。小説では白金の腕輪（同時召喚型）を、アニメでは黒金の腕輪（代理召喚型）を所持している。
「このライトノベルがすごい！歴代男性キャラクター部門ランキングTOP10」では2009年版および2010年版でベスト10入りしており、2012年版でも9位にランクインしている。
坂本 雄二（さかもと ゆうじ）
声 - 鈴木達央（幼少期 - 平田真菜） / 谷山紀章
2年Fクラス代表。1年生のときからの明久の悪友で、相棒的存在。180cm強の巨漢で精悍な顔立ちを持つ不良少年。小学校時代は並外れた知能を有し「神童」の異名をとっていたが、5年生のときに翔子を庇って上級生3人を殴るという事件を起こす。この事件を通じて、それまでの自分が「勉強以外は何もないにもかかわらず他人を見下していた」ことに気づき、以降は勉強に意味を見出せずに中学校時代は成績をわざと落として身体を鍛えて喧嘩に明け暮れた。そのため、中学校を卒業した今でも「悪鬼羅刹」の異名で他校の不良から恐れられている。
興味のないことにはとことん無気力で、基本的には己の欲望や保身といった目的でしか行動しないが、やる気を出した時にはかつて「神童」と呼ばれた頭脳の冴えを見せる。試召戦争の際にはクラスの指揮官をつとめ、知謀を巡らして敵対者を容易く罠に嵌め、必要があれば自ら動いて作戦を成功へと導く。喧嘩腰の相手に対しては「パンチから始め、キックで繋ぎ、プロレス技で締める交渉術」を使用することがある。
翔子からは小学校時代から一途な好意を寄せられており、Aクラスとの試召戦争に敗れた場合は彼女と交際することを約束させられている。
天然ボケな母親には苦労しており、小学生の頃から自分が料理をしており、明久を唸らせるほどの腕前。
召喚獣の装備は、改造制服にメリケンサック。2学期からは改造制服の裏地に虎の刺繍が追加され、メリケンサックは棒に変更された。オカルト版の召喚獣は「狼男」で、影響した本質は「野生」。また代理召喚型の白金の腕輪を所持している。
姫路 瑞希（ひめじ みずき）
声 - 原田ひとみ / 中原麻衣
本作のメインヒロインの1人。2年Fクラスに在籍する女子生徒。家族以外には親しい間柄でも丁寧語を用いる。小柄ながらも目測でFカップはあるとされる巨乳が特徴。髪はピンク色のふんわりしたロングヘアー。学年首席である翔子にも匹敵するほどの点数を誇る才女だが身体が弱く、振り分け試験の最中に熱を出して途中退席（0点扱い）してしまい、Fクラスに振り分けられた。体力も最低クラスで、男子と並んで走ることは難しい。
小学校時代から明久に無自覚ながら思いを寄せており、振り分け試験の際に明久が自分を庇ってくれたことで恋心を自覚する。それ以降何度か明久に告白しようとするも失敗に終わっている。美波とは仲がいい方だが、美波は瑞希の巨乳を僻んでおり、逆に瑞希は美波のウエストの細さと明久との仲の良さを僻んでいるなど、皮肉な関係でもある。
性格は穏やかで純粋、かつ品行方正。天然ボケの気質もあり、作中で「思考回路が明久に似てきている」「たまに明久以下になる」と揶揄されたこともある。さらにかなり嫉妬深く、明久に対して不気味なオーラを出しながら過激なお仕置きをするなど、もはやヤンデレの域に達しつつある。
料理を食材ではなく化学的なイメージで作るため、料理の腕前は文字通り殺人的であり、彼女の料理を食べた者は確実に死線をさまようことになる。その為、家庭科のテストだけは珍解答を連発している。またアルコールに弱く、酒乱の気もあるため、酔っ払うと普段からは想像もつかないほど過激な言動に走る。
召喚獣の装備は、西洋鎧に自身の身長の2倍はある巨大な剣。2学期からは鎧と剣がそれぞれ強化されている。腕輪を有しており、「熱線」の特殊能力を持つ。オカルト版の召喚獣は「サキュバス」で、影響した本質は「性的な意味での大胆さ」。
島田 美波（しまだ みなみ）
声 - 水橋かおり / 清水香里
本作のメインヒロインの1人。2年Fクラスに在籍する女子生徒。ドイツ育ちの帰国子女。大きな黄色いリボンで束ねた赤茶色のポニーテールが特徴。背が高くすらっとした細身の、スタイルのいい体型で美脚だが貧乳であり、そのことがコンプレックスになっている。瑞希のスタイルを僻むこともあるが、瑞希自身が自分のスタイルに自信がないことを逆手にとり、からかうこともある。
明久とは1年生のときからのクラスメイトで、入学当初は日本語でうまく会話ができずクラスで孤立する中、不器用ながらも明久が自分と接してくれたことがきっかけで親しくなる。明久とはFクラスとBクラスとの試召戦争をきっかけに「美波」、「アキ」と呼び合う仲となった。
攻撃的な性格で「明久を殴ること」が趣味と公言しており、明久がセクハラ発言や無神経な発言をするたびに関節技を極めているが、実際は「特別な感情」の裏返しで、いわゆるツンデレと呼ばれるもの。恋愛感情を自覚してからは明久に優しく接しようと試みているものの、素直でない性格が災いしたり、そのたびに美春や葉月などの邪魔が入ってしまい、失敗に終わっている。
現在は日本語で会話をすることはできるが、漢字はまだ苦手。また混乱するとドイツ語が出てくる癖がある。読み書きも不得手でこれは学業成績にも反映されており、本来ならBクラス以上の学力を持っているが、漢字が読めないため問題文を理解できず、点数が一桁の古典をはじめとしてほとんどの教科の点が低い。ただし証明問題以外では漢字を使わない数学は得意で、数学に関してはAクラスにも引けを取らない。理系科目も数学ほどではないものの点数は比較的高い。
両親が仕事で不在がちなため、自宅では家事全般を引き受けており料理の腕も確か。明久の作った料理を食べて以来、若干自信をなくしている。
召喚獣の装備は、1学期は軍服にサーベル、2学期からは騎士服にランス。オカルト版の召喚獣は「ぬりかべ」で、影響した本質は「壁のごとき部位」。
執筆開始前の準備段階の設定では、「島田亮」という名前で男子であり、FFF団の団長という設定だった。
木下 秀吉（きのした ひでよし）
声 - 加藤英美里 / 水原薫
2年Fクラスに在籍する男子生徒。1年生のときからの明久の友人。Aクラスの木下優子とは二卵性双生児で双子の弟だが、外見は一卵性のごとく瓜二つ。一人称は「ワシ」で、語尾に「〜じゃ」をつけるなど古風な爺言葉が特徴。れっきとした男子であるが、そのかわいらしい容貌と小柄で華奢な体格から「稀代の美少女」と称され、最近では男女を超えた「第三の性別・秀吉」として扱われている。
演劇部に所属しており、特技は声帯模写。試召戦争では主に演劇部で鍛えた演技力や声帯模写の能力を活かして作戦に貢献している。毎朝、日課としてジョギングと発声練習を行っている。演劇に打ち込みすぎて勉強が疎かになりがちなためにテストの点は低いが、演劇絡みでモチベーションが上がれば難解な「源氏物語」の原文を読み込むほどの力を発揮している。また頭の回転もいい方で、試召戦争では前線の指揮官の役割を務めることも少なくない。
Fクラスの中ではもっとも常識人の部類に入り、作中ではツッコミ役やフォロー役に回ることが多いが、友人たちがバカなことをやるときは「バカ仲間」として積極的に協力する。また同性であるはずの明久に対して特別な感情を抱いているかのような言動を見せることがあり、明久に好意を持つ瑞希や美波から警戒されている。女装すれば、通常の女子以上に男子に好意を持たれるほど完璧な女性らしさを持つ。ジャガイモの芽程度なら食べても多少はびくともしない鉄の胃を持つ（本人談）。ただし瑞希の手料理には敵わず、口に入れた瞬間に白目で泡を吹いていた。
召喚獣の装備は、1学期は袴に薙刀、2学期からは新撰組の羽織に刀。オカルト版の召喚獣は「猫又」で、影響した本質は「かわいさ」。
いわゆる「男の娘」キャラクターとして人気を博した。「このライトノベルがすごい！男性キャラクター部門ランキングTOP10」では2008年度から5年連続でベスト10入りしている。また、2009年度及び2010年度では「女性キャラクター部門」でもベスト10入りしている。なお、男女両部門でのトップ10入りおよび主人公以外のキャラによる男性部門1位は共に「このライトノベルがすごい！」史上初の快挙となった。専門誌の『わぁい!』が実施していた「男の娘」キャラクターの読者人気投票では、Vol.2からVol.8まで連続して1位を獲得し、第12号の総集計時点でも1位であった。
土屋 康太（つちや こうた）
声 - 宮田幸季 / 川田紳司
2年Fクラスに在籍する男子生徒。1年生のときからの明久の友人。基本的に寡黙なため口数は少ない。並外れたスケベ心を持ち、本心に実直な行動を取るが、それを絶対に認めないことから「ムッツリーニ（寡黙なる性識者）」の異名を取る。男子にしては小柄だが、引き締まった身体で運動神経もよい。外見はやや幼く、漫画「バカとテストと召喚獣 SPINOUT! それが僕らの日常。」では「ムッツリーニの女装が一番かわいい」と評されている。
大半の教科においては明久以上のバカだが、性に関する知識だけは人並みはずれて豊富であり、保健体育のテストでは教師ですら敵わないほどの点数を取ることもある。しかし実践を伴わない知識のため、妄想ですら致死レベルの鼻血を噴くほどのウブで、常に輸血パックを携帯している。
下心の副産物から、料理や裁縫などの技術も会得している。また、諜報（盗撮&盗聴）・探索・暗殺・ピッキングなどの技術にも優れた「情報屋」で、裏方のエキスパートとして重宝されている。文月学園では秘密裏に「ムッツリ商会」を営んでおり、その売り上げはデジカメや盗聴機材などの資金になっている。
非常に守備範囲が広く、「幼女」という単語から妄想を膨らませて鼻血を噴いたり、船越女史の実年齢を把握していたり、キャンディーズのメンバーの愛称を記憶している。また文月学園の全校女子生徒のスリーサイズを正確に目測し、定期的にまとめている。
召喚獣の装備は小太刀二刀流の忍者装束で、2学期からは忍者装束が下忍から上忍に昇格している。アニメ版は火薬を仕込んだクナイ、忍び刀、手裏剣、カメラ（レンズから電磁波を発射する）など、武器は多種多様。腕輪を有しており、「加速」の特殊能力を持つ。オカルト版の召喚獣は「ヴァンパイア」で、影響した本質は「血と女への渇望」。
須川 亮（すがわ りょう）
声 - 後藤啓介 / 同左
2年Fクラスに在籍する男子生徒。FFF団の会長で、校内新聞で取り上げられるほど失恋回数が多く、恋愛に関する話題では嫉妬心から常軌を逸した言動を見せる。Fクラスのメンバーの中で、主要メンバー以外で横溝などと共に珍しく顔が公開されている生徒。
召喚獣の装備は道着（白帯）に棍。オカルト版の召喚獣はゾンビで、影響した本質は「腐った根性」。
横溝 浩二（よこみぞ こうじ）
声- 磯部一洋
2年Fクラスに在籍する男子生徒。アニメ第2期では顔に「横」と書かれている。
福村 幸平（ふくむら こうへい）
2年Fクラスに在籍する男子生徒。野球大会では瑞希や高橋女史の召喚獣によって悲惨な目に遭った。

#### Aクラス
振り分け試験で優秀な成績を収めた上位50人が集うクラス。男子24名、女子26名が在籍している。教室の面積は通常の教室の6倍で、教室の前面には大型スクリーンが設置されている。また生徒には個人用の冷蔵庫・エアコン・ノートパソコン・リクライニングシート・システムデスクなどが支給される。
霧島 翔子（きりしま しょうこ）
声 - 磯村知美 / 氷青
本作のサブヒロインの一人。2年Aクラス代表で、2年生の学年首席にしてトップ10の筆頭。呟くような口調が特徴。肩まで伸ばした黒髪（イラストでは紫色に着色されている）のストレートロング。スタイルもよい美少女で本人曰くでバストは「Cカップ」。小学校時代も「クラスでいちばん胸が大きい」と発言しており、葉月からも胸が大きいと認められている。
雄二の幼馴染みでもあり、作中では男女を問わず人気が高いが、本人は小学校の頃に自分を庇ってくれた出来事がきっかけで雄二に一途な想いを寄せており、「雄二のお嫁さん」になることを夢見ていて、料理などの花嫁修業も欠かさない。雄二への想いから男性からの告白を何度も断わってきたことから、事情を知らない周囲からは「同性愛者だから男子と付き合わない」と当初は誤解されていた。雄二との関係をきっかけにFクラスの主要メンバーとも親しくなり、特に瑞希とは肝試し大会以来親交を深めている。
物静かな性格で、普段は落ち着いた振る舞いを見せているが、雄二へのアプローチとなると積極的かつ過激で、正攻法から法に触れかねない行為まで手段を選ばず雄二に結婚を迫っている。また非常に嫉妬深く、理由の如何やことの大小、関わった相手の性別を問わず、雄二の浮気（と思われる言動）を許さない。
学年首席の名に恥じない学力を誇り、一度学んだことは決して忘れないという記憶力を持つ。ただし雄二から教えてもらったことを最優先で覚えているため、雄二から教わった内容が誤っていた場合もそのまま覚えてしまっている。
召喚獣の装備は武者鎧に日本刀。オカルト版は登場していない。
工藤 愛子（くどう あいこ）
声 - 南條愛乃
本作のサブヒロインの一人。2年Aクラスに在籍する女子生徒。学年四席にしてトップ10の一人。1年生の終盤に文月学園に転校してきた。一人称は「ボク」。ボーイッシュな魅力のある美少女。髪はライトグリーンのショートヘア。康太と同じく保健体育を得意としているが、「理論派」の康太とは逆に「実践派」を自称している。初登場時に保健体育勝負で康太に大差で敗れ、以来彼とは良きライバル関係にあり、生徒の間では「保健体育コンビ」として知られている。康太とは友達以上恋人未満といった関係ではっきりしていない。
さっぱりとした明るく自由な性格で、性に関しては特に奔放。他人をからかうのが好きで、セクハラめいた言動で周囲をよくからかっているが、その点を除けば文月学園では稀に見る常識人で、女子の中では唯一暴力を振るわない人物。Fクラスの主要メンバーとは仲が良い。
水泳部に所属しており、趣味は水泳と音楽鑑賞、好きな食べ物はシュークリーム。ボイスレコーダーで録音した会話を繋げて遊ぶのがマイブームで、その操作技術は康太並みに優れており、対Cクラス戦の際に重宝された。
召喚獣の装備はセーラー服に大斧。腕輪を所有しており、攻撃に電気属性を付加することができる。オカルト版の召喚獣はのっぺらぼうで、影響した本質は当初「顔がない＝素顔を見せない」だと思われていたが、実際は「見せ（脱ぎ）たがり」。
久保 利光（くぼ としみつ）
声 - 寺島拓篤
2年Aクラスに在籍する男子生徒。メガネをかけた理知的な男子。学年次席で、トップ10の一人。2年生の男子の中では最も成績がいい。紳士的な性格で人当たりも悪くないが、実は明久に対して好意を抱いている。当初は自分の性的嗜好に悩んでいたが、強化合宿でカミングアウトし、最近は明久に催眠術をかけて言いなりにしようとするなど、もはや人の道を踏み外しつつある。
召喚獣は、小説では死神の鎌（デスサイズ）を装備しており、金の腕輪（風の刃を出す）を使うことができる。アニメでは鎧と袴と二振りの大鎌を装備している。オカルト版の召喚獣は「迷ひ神（迷わし神）」で、影響した本質は「人としての道に迷っている」。
作者曰く、最初の予定ではラスボス的なキャラクターになるはずだった。
木下 優子（きのした ゆうこ）
声 - 加藤英美里 / 水原薫
2年Aクラスに在籍する女子生徒。秀吉とは二卵性双生児で双子の姉だが、外見は一卵性のごとく瓜二つ。学年五席にしてトップ10の一人。貧乳なのがコンプレックス。学校では社交的で明るい優等生として振る舞っているが、実はかなりズボラで、自宅では常に下着かジャージ姿で生活している。また腐女子であり、自宅にはネット通販で購入した大量のBL本が溜め込まれている。
温厚な弟とは異なり、プライドが高く短気で負けず嫌いな性格。暴力的な一面もあり、秀吉が女装しているのを発見すると即座に人目のない所へ連れ込み折檻する。関節技を好んで使い、秀吉の関節を曲がるはずのない方向へ曲げて外すという拷問を多用する。また、自分より下位の者に対しては人当たりが悪いこともあり、瓜二つではあるが秀吉の方が男子にモテる。一方でAクラスは学校の模範であるべきという考えの持ち主で、アニメ第1期ではFクラスとの試召戦争に勝利したにもかかわらず、勝ち方の問題から再戦を申し出た。試験召喚戦争中は最前線の指揮を執ることが多い。
召喚獣は通常版もオカルト版もアニメのみ登場。通常版は西洋鎧とランスを装備しており、オカルト版の召喚獣は「化け猫」で、影響した本質は「いつも猫を被っている」。
佐藤 美穂（さとう みほ）
声 - 平田真菜
2年Aクラスに在籍する眼鏡を掛けた女子生徒。学年六席にしてトップ10の一人。理知的な性格で、常に冷静沈着だが動揺する事も。学年七席～十席のメンバーを部下として共に行動することが多い。AクラスとFクラスの試召戦争に登場し、物理の試験で明久を瞬殺する。
アニメではボブカットのメガネっ子として登場。召喚獣の装備は、アニメ版はネイティヴアメリカン風の衣装に鎖鎌、漫画版はカンフー着に鎖付鉄球。

#### Bクラス
教室の面積は通常の教室の3倍。雄二曰く「代表が代表なだけにあまりまとまりがない」クラス。
根本 恭二（ねもと きょうじ）
声 - 宮崎寛務 / 寺井智之
2年Bクラス代表。卑怯な手段を使うことで有名。Fクラスとの試召戦争では妨害工作や教師を人質に取るといった作戦を展開したが敗北。加えて日頃の行いの悪さが災いしてクラスメイトに見限られ、Fクラスに売られた挙句、女装写真集「生まれ変わったワタシを見て！」を作らされる。
小山と交際していたが、女装写真集が原因となり破局。ただし彼の方は未練があるようで、友香から試召戦争のことで呼び出されたときはかなり喜んでいた。
召喚獣は、アニメ版は武将風の出で立ちで、数珠で繋がれた二対の大鎌に陣羽織を羽織っており、敗戦後は女装姿がデフォルトになっている。漫画版は大きな羽飾りのついた騎士風の出で立ちとなっている。
岩下 律子（いわした りつこ）
声 - 平田真菜
2年Bクラスに在籍する、長髪の女子生徒。召喚獣の扱いには慣れていない。
召喚獣の装備は西洋風の鎧と剣。アニメでは格闘家風の服装にハンマー、漫画では忍者装束にクナイと忍者刀を装備している。
菊入 真由美（きくいり まゆみ）
声 - 中上育実
2年Bクラスに在籍する女子生徒。律子とは仲が良く、彼女と同じく数学が得意。
召喚獣の装備は西洋風の鎧と剣。アニメでは剣士風の服装にメイス、漫画では忍者装束に二丁クナイを装備している。

#### Cクラス
教室の面積は通常の教室の2倍。
小山 友香（こやま ゆうか）
声 - 五十嵐裕美
2年Cクラス代表。茶道部に所属しており、明久曰く「バレー部のホープ」でもある。頭の良い男が好みで、当初は根本と交際していたが、文化祭で彼の女装写真集を見たことがきっかけで彼と喧嘩別れした。彼女曰く根本とは「辛うじて」絶交はしていないが、現在は雄二に気があるような発言もしている。
明久と雄二を前にして堂々と「バカコンビ」と罵るなど、性格は良くない。また感情的・短絡的な一面があり、秀吉が優子のふりをしてCクラスを挑発した際には勝算もなしにAクラスに試召戦争を挑み、返り討ちにされている。しかし一方で根本と交際していた間は彼のために弁当を作ってくるなど、女の子らしい一面もある。
召喚獣はアニメでのみ登場。和服とプリーツスカートを合わせた服装をしており、三叉戟を持っている。
新野 すみれ（にいの すみれ）
声 - 平田真菜
2年Cクラスに在籍する女子生徒。アニメ第1期の映像特典「バカ限定女装コンテスト」に登場する放送部員。

#### Dクラス
教室の設備は「ちょっと貧しい普通の高校レベル」。
平賀 源二（ひらが げんじ）
声 - 岡本信彦 / 越田直樹
2年Dクラス代表。Fクラスを侮っていたが、試召戦争でFクラスに敗れ、Fクラスの実力を認めた。クラス代表だが、強化合宿での集団覗き事件以来クラスでの発言力は低下している。
召喚獣はアニメでのみ登場。バスタードソードを構え、軽装のプレートメイルにマントを纏っている。
清水 美春（しみず みはる）
声 - 竹達彩奈
2年Dクラスに在籍する、縦ロールをツインテールにした女子生徒。語尾に「〜ですわ」を付けるなど、お嬢様口調が特徴。同性愛者で、美波を一人の女性として猛烈に愛しており、彼女のことを「お姉さま」と呼んで慕っている。その一方で、男を「豚」と称するほど毛嫌いしており、特に美波と接点の多い明久に敵意を抱いている。美波を我が物にするためには手段を選ばない危険人物で、美波に対する思いが高ずると言語能力が怪しくなり、全身から邪悪なオーラを発することから「新種の召喚獣」と勘違いされたこともある。一方で美波の気持ちを理解できる数少ない人物でもあり、美波からは迷惑ながらもいい友達と思われている。
盗撮・盗聴が得意で、校内では秘密裏に写真を売買したり、写真を使って邪魔者を脅迫したりしている。以前、母親にバレて尻にお灸を据えられたことがあり、今も火傷の痕が残っている。実家は駅前の人気喫茶店「ラ・ペディス」。
召喚獣はローマ兵風で、グラディウスとロリカ・セグメンタタを装備している。オカルト版の召喚獣は「迷ひ神（迷わし神）」で、影響した本質は「人としての道に迷っている」。
玉野 美紀（たまの みき）
声 - 高野麻里佳（ドラマCD版）
2年Dクラスに在籍する、三つ編みの女子生徒。一見おっとりしているが、アキちゃんに恋愛感情を抱いており、アキちゃんを前にするとトランス状態になる。一方で明久のことは「アキちゃんとは別人格」と認識しており、「味のなくなったガムより意味がない」として全く興味を抱いていない。また、秀吉については「男装趣味なので悪くない」と評している。優子が腐女子であることを知っている生徒の1人。
召喚獣については本編で刀を持っている描写があるが、第8巻のあとがきイラストでは杖を装備した魔法使い風の召喚獣が描かれており、詳細は不明。漫画では弓道着を着て弓矢を装備している。

#### Eクラス
部活に念頭を置いて学園生活を送っている生徒が多い「体育会系クラス」。
中林 宏美（なかばやし ひろみ）
声 - 髙山ゆうこ
2年Eクラス代表。アニメからの逆輸入キャラクター。テニス部のエース。黄色いヘアバンドを身につけ、耳から下の髪をウェーブにしている。利光に好意を持っている。
召喚獣はアニメでのみ登場。キャッチャー用のプロテクターを付け、右手にバット、左手にミットを持っている。
三上 美子（みかみ よしこ）
声 - 真中桂子
2年Eクラスに在籍する女子生徒。アニメオリジナルキャラクター。アニメ第1期第1話で、美波・秀吉・康太を相手に1人で勝負するが敗北し、アニメでの戦死者第1号となった。
召喚獣は魔法使い風の姿で、貫頭衣に魔法書を携えている。

### 文月学園高等部3年生Aクラス
学力は高いが、下級生を見下す生徒や狡猾かつ陰湿な生徒など本質が腐っている生徒が多い。
常村 勇作（つねむら ゆうさく）
声 - 岡野浩介 / 野村勝人
3年Aクラスに在籍する、ソフトモヒカンの男子生徒。夏川俊平と合わせて「常夏コンビ」と呼ばれる。口が悪く行動も粗暴だが、Aクラスに所属しているだけあって学力は高く、特に理系科目の成績は学年トップクラス。
召喚獣の装備は西洋剣と鎧。オカルト版の召喚獣は馬頭。
夏川 俊平（なつかわ しゅんぺい）
声 - 小野友樹 / 峯暢也
3年Aクラスに在籍する、坊主の男子生徒。常村勇作と合わせて「常夏コンビ」と呼ばれる。不良ぶった言動が多いが、Aクラスに所属しているだけあって学力は高く、特に理系科目の成績は学年トップクラス。作中では瞬間接着剤で頭にブラジャーを付けられたり、肝試し大会で厚化粧にゴシックロリータ服を着せられたりと損な役回りになることが多く、明久からは「変態」と認識されている。
召喚獣の装備は小説では西洋剣と鎧、アニメでは僧侶を思わせる服装に煙管型のハンマーとなっている。オカルト版の召喚獣は牛頭。
小暮 葵（こぐれ あおい）
声 - 三石琴乃
3年Aクラスに在籍する女子生徒。丁寧語を話す。茶道部と新体操部に所属している。着物が似合う和風美人で、明久曰く「タイプで言うと霧島さんに一番近い」。また蠱惑的な雰囲気を身に纏っており、胸も大きく仕草が何もかも艶っぽい。
高城 雅春（たかしろ まさはる）
3年Aクラスに在籍する男子生徒で、3年生の学年首席。言動や物腰は丁寧。美形かつ高身長で、加えて彼女持ちであるが、面識がある瑞希に好意を抱いている。本人曰く「（自分が騙されやすいので）騙されやすい女性が大好き」。利光に「かなりの点数」と評される高い学力を誇っていながら、性格は天然で騙されやすいという明久並のバカさ加減を有している。
丁寧な言葉遣いや振る舞いとは裏腹に本性は紳士でも何でもなく、目的のためには手段を選ばない狡猾な陰湿者。しかし彼自身にとってそれは瑞希を思ってのことで、明久達Fクラスのしてきた行為と何も変わらないとしている。明久も方向性はどうあれ彼のその行動力と芯の強さは「格好いい」と少なからず思った。
首席でありながら空気を読まなかったり、問題的な発言及び行動が多く、3年生の品位を損なわないために教育係もしくは制止役として小暮が同行することが多い。3年首席の学力に加え、召喚獣の操作技術は明久と同等。また中学の頃に格闘技を嗜んでいて、召喚獣を生身で弾き返すことも出来る。
美形である事は間違いないが、瑞希に対するアプローチが遠回しかつ、あまりに不器用なことから、女慣れしていない童貞であることが雄二によって見破られた。
召喚獣の装備は着流し姿の侍の格好に日本刀。

### 文月学園高等部1年生
リンネ・クライン
在籍クラスは不明。
海外にある文月学園の姉妹校からの交換留学生。学力的には高3だが、飛び級しているため実際の年齢はそれより低い。明久に「学校の中を案内して」と頼み、明久・翔子・愛子・利光・優子と行動を共にする。その際に「Vock O Butte（僕をぶって）」という偽名を使い、明久をからかった。

### 文月学園教師
藤堂 カヲル（とうどう カヲル）
声 - 仲村かおり / 文月くん
文月学園の学園長で、試験召喚システムの開発者。狡猾な性格で、自分の目的のために教師や生徒を欺くなど教育者らしからぬ言動をするため、明久や雄二からは「ババア」「クソババア」「ババア長」と呼ばれている。一方で「教える側にも相応の学力が必要」という理念を持っており、その理念に則って教師にも試験を義務づけている。
言い方も横柄で生徒に対しては「ガキ」「クソジャリ」呼ばわりするなど見下した態度を取るが、自分に非がある場合は生徒が相手でも頭を下げる。
西村 宗一（にしむら そういち）
声 - 大塚明夫 / 佐々木大輔
2年Fクラスの担任教師（第2巻 - ）。補習教師。浅黒い肌の短髪でいかにもスポーツマンと言える風貌の肉体派教師。トライアスロンを趣味とし、アマチュアレスリングの心得もある本格派で、通称「鉄人」。学園の新聞部曰く「チンパンジーみたいな」容姿の男性で真冬でも半袖でいる。
物理干渉能力を持つ明久の召喚獣や動きの素早い康太、喧嘩慣れしている雄二とでさえも互角に渡り合うほどの筋力を有しており、またFクラスの生徒が補習から脱走しようとするのを気配で感じ取るなど、人間離れした身体能力を有する。一方で頭もよく、試召戦争では全科目でフィールドを展開することができる。主に英語を教えている。
生活指導室を根城にしており、「規律を乱すものには鉄拳制裁」という教育方針から、「生活指導の鬼」として生徒から恐れられている。試召戦争では補習室の管理をしており、戦死者に「鬼の補習」を施して「趣味が勉強。尊敬するのは二宮金次郎」という理想的な生徒に教育する。
明久・美波・雄二・秀吉・康太の5人の1年次の担任でもあり、中でも明久と雄二の2人を問題児として常にマークしている。ただし、素行不良な生徒でも根拠なく疑うことはなく、生徒とは真摯な気持ちで向き合っている。
アニメ第1期では、第3話途中まで西村役の大塚明夫がナレーションを兼任していた。
福原 慎（ふくはら しん）
声 - 津田健次郎
2年Fクラスの担任教師（第1巻）。社会教師。マイペースでうだつの上がらない初老の男性。長年Fクラスを担当していたらしく、2年Fクラスの生徒に教室のボロい設備への対処法を教えた。2年Fクラスが試召戦争で2年Aクラスに敗れた後、担任を西村に引き継ぐ。
アニメ第1期では第3話で小説同様、担任を西村に引き継ぐが、その際に「以後はナレーションに回る」と宣言し、以降、第1期・OVA・第2期を通じて福原役の津田健次郎がナレーションを務めている。
漫画「バカとテストと召喚獣ぢゃ」では影の薄さに拍車がかかり、教師の間では「Fクラスには担任が存在しない」と認識されるという有様になっている。
高橋 洋子（たかはし ようこ）
声 - かかずゆみ
2年Aクラスの担任教師で、2年生の学年主任。国語教師。明久いわく、知的女性の代表、キャリアウーマン然とした女性で、通称「高橋女史」。赤毛を頭の後ろで一つにまとめ、眼鏡をかけている。
テストの総合科目で翔子や瑞希の倍近い点数を取り、担当科目以外でも担任教師を上回る点数を取る才女だが、召喚野球大会でバットを持つ手を逆にしていたり、生徒達に対して子煩悩だったりと天然な面も見られる、また「弟の秀吉が歌がうまいから、姉もうまいはず」という一点張りで決めつけるなど、短絡的な一面もある。
自分よりも優秀な西村に対して対抗心と好意を持っており、お互いに複雑な関係。
召喚獣の装備は軍服に鞭。召喚獣の操作技術では明久を上回っており、実際に第3巻では明久と戦って彼を圧倒した。
大島 武（おおしま たけし）
声 - 田中雅之
保健体育教師。体育を教えているだけあり、屋上からロープを使って教室に突入するなど並外れた行動力を持つ。康太と愛子にとっては師匠的存在だが、強化合宿では本気を出した康太との保健体育勝負に敗れた。
布施 文博（ふせ ふみひろ）
声 - 徳本英一郎
化学教師。丁寧語で話す。召喚野球大会ではピッチャーで出場したが、投じたボールを明久に軽々と打たれた。
召喚獣はアニメのみ登場。装備はフラスコ。
長谷川（はせがわ）
声 - 景浦大輔
数学教師。アニメ版で1期、2期の両方に登場する。1期1話では授業のためにEクラスに移動中、Fクラスのメンバーに拘束される。
船越（ふなこし）
数学教師。45歳の独身女性。髪を肩の辺りまで伸ばし、眼鏡をかけている。婚期を逃し、現在は単位を盾に生徒に交際を迫っている。第1巻で明久から近所の「お兄さん（39歳独身……お兄さん？）」を紹介された。
遠藤（えんどう）
声 - 尾崎真実（ドラマCD版）
英語教師。多少のことは見逃してくれる、大らかな女性教師。その性格から、雄二が常識外れな作戦を実行するときによく利用される。
竹中（たけなか）
声 - 高橋伸也（第1期） / 株田裕介（第2期）
古典教師。ヅラを着用している男性教師。ヅラのネタは試召戦争でしばしば利用される。
竹原（たけはら）
教頭。鋭い目付きとクールな態度で一部の女子から人気がある。藤堂の失脚と文月学園の転覆を狙っており、清涼祭では受験勉強免除を餌に常夏コンビと結託していた。

### 生徒の家族
吉井 玲（よしい あきら）
声 - 井上喜久子
明久の姉。23歳。容姿端麗で、Eカップでありながらウエストは締まりスタイルも抜群。加えてハーバード大学卒で教師の資格も有している才女だが、常識と羞恥心が著しく欠けており、明久からは「なぜか勉強だけは出来る」と評されている。
自分にも他人にも厳しい性格で、できないことはできるようになるまで努力し、そうして結果を出さなければ意味がないというスタンスの持ち主。実の弟の明久を「異性として愛している」と公言するほど重度のブラザーコンプレックスだが、明久が勉強に対してやる気を見せないときは、虐待を伴ったスキンシップに及ぶこともある。
明久に女子の知り合いができるわけがないと断言しており、明久に対して異性との交際を禁じている。明久に対する評価は基本的に低いが、的確な助言で明久を励ますことも多く、また明久がたびたび無茶をすることについては、明久の真っすぐな気持ちの表れとして誇りに思い、尊重している。
料理の腕前は、瑞希よりは多少マシではあるものの、壊滅的レベルに近い。ただし料理が下手なことは本人にも自覚があり、明久からおいしいと言ってもらえるよう隠れて努力を重ねている。
明久の母
声 - 甲斐田ゆき（ドラマCD版）
本名不明。作中では声のみ登場。玲の次に料理が下手で、明久の周囲では3番目に壊滅的な腕前。明久への仕送りを着服し、夫へは半分と偽って2割しか渡さなかったりと、夫婦での力関係では母の方が強いと思われ、明久へ対する厳しさも見える。
姫路 瑞穂（ひめじ みずほ）
瑞希の母。瑞希の妹に間違われるほど容姿が幼く、そのせいで夫はよくロリコンに間違えられる羽目になっている。ただし出るところは出ている。娘と夜道で下着について口喧嘩を始めるなど、どこか抜けたところがある。娘曰く「すごく暢気な性格」。
島田 葉月（しまだ はづき）
声 - 平田真菜 / 辻あゆみ
美波の妹。小学5年生。赤茶色の髪と黄色いリボンで縛っているところは同じだが、髪型はツインテールで、日本語も堪能。お姉ちゃん子で人懐っこい性格だが、無自覚ながら時折サディステックな言動をすることがある。
姉へのプレゼントとしてぬいぐるみを買おうしたが所持金が足りず、困っていたところを明久に助けられる。そのお礼として彼を「お婿さんにしてあげる」約束をしており、既に彼女の中では婚約者扱いとなっている。
坂本 雪乃（さかもと ゆきの）
声 - 永田依子
雄二の母親。実年齢は40歳近いが、非常に若々しく20歳程度にしか見えない。穏やかな物腰の女性だが、同時に息子から「一緒にいるとツッコミどころが多すぎて疲れる」と言わしめるほどの天然ボケ。過去にはザリガニとイセエビ、ブラックコーヒーと豚カツソースを間違えたことがあり、そのため現在は台所に入れてもらえない。一方で息子の秘密の本の場所を完璧に把握しているという一面もある。
雄二と翔子の恋愛に関しては翔子の味方で、時折彼女に恋愛指南をしているが、与える知識はどれも怪しく、そこに息子の人権は含まれていない。ただし息子に対する愛情も深く、雄二が小学5年生のとき、翔子を庇って暴行事件を起こした際には「今日ほどあの子を誇りに思ったことはない」として彼を責めなかった。
土屋 颯太（つちや そうた）
康太の一番上の兄。癖のない短めの髪にすらっとしたスタイル。康太のことをかわいがっており、人当たりもよい。部活でバスケットボールをやっている。
土屋 陽太（つちや ようた）
康太の二番目の兄。
部活でサッカーをやっている。
土屋 陽向（つちや ひなた）
声 - 高橋未奈美（ドラマCD版）
康太の妹。京成中学3年C組。髪型はショートボブ。かなり行動的で、無邪気で活発。部活でテニスをやっている。
康太の父
本名不明。家庭菜園が趣味。
久保 良光（くぼ よしみつ）
声 - 花江夏樹（ドラマCD版）
利光の弟。京成中学3年C組。兄の言動がおかしいことに悩むなど作中では稀に見る（比較的）常識人の一人。しかし文月学園見学の際にFクラスにすっかり馴染んでしまい、早くも思考回路が明久並みになりつつある。
美春の父
声 - 松山鷹志（ドラマCD版）
本名不明。駅前の喫茶店「ラ・ペディス」の店長。業務は至って真面目だが、一人娘である美春を異常に溺愛しており、誰かが美春に近づこうとすると我を忘れ、容赦なく襲い掛かる。妻も愛しているが、それだけに美春と妻が家出した際は魂が抜けて落ち込んでしまった。

## 用語
文月学園高等部（ふみづきがくえんこうとうぶ）
本作の舞台となる高等学校。革新的な学力低下対策として「試験召喚システム」を導入している。進学校であるため、クラス発表は個人個人に渡されており、同時に最新技術の「実験場」としても扱われており、多くのスポンサーが付いているため生徒の学費は極めて安く抑えられている。
生徒を大量に取られたことから近隣の高校からは目の敵にされており、また試験校のため経営が世論に左右されやすく、イメージの低下を避けるため不祥事は大っぴらにできないという問題点がある。
試験召喚獣
化学とオカルトと偶然によって完成した「試験召喚システム」によって姿を現す、召喚者をデフォルメした姿の分身。全長は80cmほど。文月学園のテストを受けた人間が、当該科目の召喚フィールド内で起動ワード「試験召喚獣召喚・試獣召喚（サモン）！」」を詠唱することにより出現する。
総合科目の点数に比例した武器・防具を装備し（攻撃力は勝負科目に比例する）、召喚獣による「設備の異なる教室状況」を改善するためのクラス間抗争「試験召喚戦争」（通称「試召戦争」）の手段となる。
たとえ1桁の点数でもゴリラ並みのパワーを持つが、「観察処分者」を除く一般生徒の召喚獣が触れることが出来るのは原則として他の召喚獣や仮想体だけである。しかしアニメ版では「召喚獣が並んだフィールドは生身では通れない」など相違点が見られる（明久や教師以外のキャラクターの召喚獣が召喚者の頭に乗っていたこともある）。
召喚獣の声は召喚者の声よりずっと高い。
テスト
試験召喚システムに対応した学力試験。通常のテストと異なり点数上限が存在せず、時間内であれば無制限に問題を解くことができる。基本的には「1科目につき400点以上」が成績優秀者の目安となる。
現在確認されている教科は現代国語、古典、数学、物理、化学、生物、地学、地理、日本史、世界史、現代社会、英語、保健体育の13教科に加えそれらの合計である「総合科目」の14教科である。ただし「総合科目」の点数は、センター試験を意識した点数配分が行われるため純粋な合計ではないこともありうる。
召喚フィールド
召喚獣は、教師の展開する半径10メートル程度（個人差あり）の召喚フィールドの中でのみ使用できる。通常、教師の「承認!」の掛け声でフィールドが展開されるが教師の意思でも展開可能。なお2つ以上のフィールドを極端に近い位置で展開すると、フィールドが互いに「干渉」し消滅する。
戦闘システム
召喚者のテストの点数は召喚獣のヒットポイントのようなものに変換され、腕輪の使用や防御をするごとに減少する。点数が0になった召喚獣は「戦死」し、戦死した召喚獣の召喚者は試召戦争終結までの間、補習室送りとなる。テストの点数は自動回復しないが、別室で「補充試験（補給テスト）」を受けることにより点数を回復することが出来る。
実戦では操作の習熟や戦略・戦術により、点数差が覆されることもしばしばである。
腕輪
テストの点が単科目400点以上の生徒の召喚獣には「腕輪」が与えられ、点数を消費する代わりに腕輪に対応した特殊能力が使用可能になる。
物理干渉能力
「観察処分者」と教師の召喚獣は物理干渉能力を持っており、荷物運びや物体の物理的な破壊などを行うことが出来る。しかし物理干渉能力を持つ召喚獣は、召喚獣に与えられたダメージに対するフィードバックがある。これには荷物運びによる疲労なども含まれるため、そういった教師の雑用は「観察処分者」が行うことになる。
これは試験召喚システムの調整によって変更できる設定で、召喚野球大会においては一時的に2-F、3-A両チームにフィードバックを適用した。
文月学園におけるクラス設備の奪取・奪還および召喚戦争のルール（1巻より抜粋）
一、原則としてクラス対抗戦とする。各科目担当教師の立会いにより試験召喚システムが起動し、召喚が可能となる。なお、総合科目勝負は学年主任の立会いのもとでのみ可能。
二、召喚獣は各人一体のみ所有。この召喚獣は、該当科目においてもっとも近い時期に受けたテストの点数に比例した力を持つ。総合科目については各科目最新の点数の和がこれにあたる。
三、召喚獣が消耗するとその割合に応じて点数も減点され、戦死にいたると0点となり、その戦争を行っている間は補習室にて補習を受講する義務を負う。
四、召喚獣はとどめを刺されて戦死しない限りは、テストを受けなおして点数を補充することで何度でも回復可能である。
五、相手が召喚獣を喚びだしたにもかかわらず召喚を行わなかった場合は戦闘放棄とみなし、戦死者同様に補習室にて戦争終了まで補習を受ける。
六、召喚可能範囲は、担当教師の周囲半径10メートル程度（個人差あり）。
七、戦争の勝敗は、クラス代表の敗北を持ってのみ決定される。この勝負に対し、教師が認めた勝負である限り、経緯や手段は不問とする。あくまでもテストの点数を用いた戦争であるという点を常に意識すること。
その他のルール・慣習
- 上位クラスは宣戦布告を断ることは出来ない。上位クラスは試召戦争によるメリットは特別の事情を有しない限り無いため、布告した生徒は上位クラスの生徒達にしばしばリンチを受ける。敗北した側が下位クラスだった場合、下位クラスの設備が1段階下がる（Fクラスの場合、ちゃぶ台&畳からみかん箱&ござ、その下は画板&シートになる）。逆に上位クラスが敗北した場合、下位クラスと教室設備が入れ替わる（通常は使用されないが、上位クラスが勝利した場合に、勝利したクラスが望めば下位クラスのランクダウンした設備と設備交換の権利を行使することは可能）。
- 基本的に代表を討ち取るまで戦いは続くが、両者が望めば勝敗なしでの終結も可能。そのためクラス代表が撃破された場合でも、撃破した側が敗北設備を交換か条件を呑んでの引き分けなどの二択を提示した場合、勝敗なしでの決着もあり得る。
- 勝敗が決した場合、負けたクラスは3カ月の間自分達から試召戦争の申し込みはできない（ただし、勝敗が発生しなかった場合は適用されない）。これは負けたクラスがすぐに報復を行うことによる泥沼化を防ぐ為。
- 両クラスの合意の上でかつ、テストの点数を用いていれば別の方法（代表を選出しての「一騎討ち」、通常と違う「小学生レベル」かつ「点数上限あり」のテストなど）での勝負も可能である。
- 戦争に負けてランクを落とされた設備は学期が変わる毎にリセットされる。
- 試召戦争が行われている間は、クラス代表は居場所を公開する義務がある。

その他
1学期終了時にはシステムの調整に失敗したことで「オカルト」の部分が強調されてしまい、召喚獣の頭身がリアルになった上で怪物化してしまうという不具合が発生した。どのような怪物になるかは召喚者の特徴や本質によって決定される。
また学園長の意図的な調整により、体育祭用の「野球装備」やシステムテストと称した「前意識に近い領域を読み取ることで、召喚者の本音を口に出す仕様の召喚獣を喚び出す」「二人以上の召喚者の間に生まれる子供を想定した召喚獣を喚び出す（なお、ペアとなる者の性別・続柄は考慮されない）」「召喚者の約23 - 25歳に成長した姿を想定した召喚獣を喚び出す」仕様が登場している。
アニメ第1期第8話では根本が召喚管理システムに干渉した際のアクシデントが原因で召喚獣が暴走を起こした。その暴走の際、瑞希と美波の召喚獣はサキュバスの姿をした瑞希と美波の姿に、雄二の召喚獣は裸の上半身に学ランを着た雄二の姿に（康太が召喚獣を召喚したところ、康太の召喚獣に性的接触を行った）、翔子の召喚獣は裸エプロンの姿をした翔子の姿に、康太の召喚獣は新撰組の羽織を着た康太の姿に、秀吉の召喚獣は犬の耳と尻尾の付いた赤ずきんの服装の秀吉の姿に、明久の召喚獣は暴走はしなかったが通常の召喚獣の姿で場所を問わず学園を埋め尽くしてしまうほどに大量増殖した。また、康太がサキュバスの姿になった瑞希の召喚獣の胸にカメラのレンズを押しこんで撮影したところ、召喚獣の骨格（人間と同じ骨格）が撮影された。
白金の腕輪
試験召喚システムの補助アイテム。腕輪を装備した生徒が起動キーを唱えることで、召喚システムに介入する効果を発動する。ただし、設計上の不具合により、生徒の総合科目の点数が一定水準を越えると暴走するため低得点者しか使えない。作中には同時召喚型と代理召喚型の2つの腕輪が登場する。
アニメでは登場せず、同時召喚型の腕輪が使われるシーンはカットされている。また代理召喚型の腕輪が使われるシーンは教師に召喚フィールドを展開してもらう流れに変更されている。
同時召喚型（どうじしょうかんがた）
使用者の点数を二分して、本来の召喚獣に加えて新たに召喚獣をもう1体呼び出す機能を持つ腕輪。現在は明久が所有している。
本来の召喚獣は「主獣（メイン）」、新たに呼び出された召喚獣は「副獣（ダブル）」と呼ばれる。ただし2体の召喚獣の動きを1人で制御しなければならないため、召喚獣の操作には多大な集中力を要し、そのため長時間の使用は厳しい。
起動キーは「二重召喚『ダブル』」。
代理召喚型（だいりしょうかんがた）
テストの点数を消費することで召喚フィールドを作成する機能を持つ腕輪。現在は雄二が所有している。
教師の立ち会いなしに召喚獣を召喚することが可能で、雄二は教師の許可が得られないような作戦を実行する際にこの腕輪を活用している。また、試召戦争で不利な状況に陥った際に召喚フィールドを作成し、フィールドを干渉・消滅させて戦闘を回避したこともある。ただし召喚主は作成したフィールド内での召喚は不可能となる。
起動キーは「起動『アウェイクン』」。
黒金の腕輪
アニメ第1期に登場した試験召喚システムの補助アイテム。代理召喚機能を有するが、白金の腕輪とは違い、召喚主も作成したフィールド内で召喚獣を召喚することが可能である。
宝探しの景品として明久、雄二、秀吉が手に入れたが、不具合のため雄二と秀吉の腕輪は起動直後に爆発した。明久の腕輪は正常に機能していたが、明久が勉強して点数を上げたため最終的に壊れた。
観察処分者（かんさつしょぶんしゃ）
学生生活を送る上で問題のある生徒に課せられる処分で、文月学園におけるバカの代名詞。作中では、明久が学園創設史上初の観察処分者となっている。
基本的には教師の雑用係であり、雑用をこなすために観察処分者の召喚獣は特例として物に触れることができる。ただし、召喚獣の受けた痛みや疲労は召喚者にフィードバックされる仕様となっている。
アニメ第1期では、観察処分者の召喚獣は通常の召喚システムとは別ルートで動いているという設定になっている。そのため第1期第8話では明久の召喚獣のみ暴走を免れた。
ムッツリ商会（ムッツリしょうかい）
康太が文月学園で秘密裏に営んでいる個人商店。彼が撮影した写真や、写真を加工した抱き枕カバーやシャワーカーテンなどを生徒に販売している。この商店での売り上げは、デジタルカメラや盗聴機材などの購入に当てられており、康太の情報収集の資金源となっている。
主力商品は女子生徒の写真だが、最近では男子生徒の写真にも常連の顧客がついており、経営者の康太も売れ筋を読めない状態となっている。
FFF団
2年Fクラスに存在する異端審問会。秀吉や女子生徒にアプローチした生徒や、女子から好意を寄せられている生徒に対して粛清を行う。主に明久と雄二が粛清されていて、ごくたまに秀吉も縛られている（FFF団長・須川亮の趣味）。ムッツリ商会が協賛しており、活動の報酬としてムッツリ商会から月1回1AP（＝AKICHAN photograph）が支給される。
会長は須川亮。団員は全員、黒い覆面とマントを着用し、鎌を所持している。優子からは「どこかの武装派宗教団体」と評されている。
如月グランドパーク
地元で近年オープンしたテーマパーク。着ぐるみキャラクターとして存在するキツネの「フィー」や「ノイン」と言ったキャラクターは作中に登場している。
バカテスト
小説で章と章の間に挟まれるミニコーナー。文月学園で出題されたテストの問題に対する生徒の解答と、それに対する教師のコメントを纏めたもの。基本的に「問題→模範解答→バカ解答」という流れで展開される。
作者はこのコーナーを作るために実際に高校レベルの問題集を購入しており、作者曰く「一番書くのが大変なコーナー」。その為か、巻が進むごとに「校内新聞」などの他のコーナーに替わっていることも多い。
アニメでは、AパートとBパートの間（CMの前に問題文、CMの後に解答）と次回予告で登場する。教師のコメントは津田健次郎が担当。

## 制作背景
井上は設計の仕事を続けていく中で自身の知識不足を実感し、学校での勉強は意外と役に立つと考えた。しかし、学生の立場になってみると勉強が将来役に立つかどうかは分からず、それならばもっと実感できるように「勉強で勝負する」「遊び心があれば楽しい」といった発想が浮かび、これが着想の源となっている。また、当初の構想では「召喚獣」は存在しておらず、テストの点数を見せ合うだけの遊びでしかなかったが、それだと物語としてはパンチに欠けるため、テストを見せ合っている場面で召喚獣を組み込むことにした。なお、当初は『受験戦争』というタイトルで書き進めていたが、人生を決めるような重いテーマを書くのが憚られたため、大して人生に変化を与えない『設備入れ替え戦』をテーマに変更している。

## 評価
学校を舞台にしたうえで特殊なバトルを作中に入れ込んでいくのはライトノベルでは珍しくないが、それにあえて世界の運命のような大きな物語につなげることなく「テスト」以上の大きな意味を与えずに、あくまで「非日常的な日常」としてキャラクターの魅力を掘り下げていくのは、ありふれているようで冒険的な構成であり、結果として高い評価を得ていると文芸評論家の榎本秋に紹介されている。

## 既刊一覧

### 小説
巻数に小数点が付いている巻は短編集となっている。一部の内容はオトバンクの朗読少女でオーディオブック化された。
| 巻数 | タイトル                 | 初版発行日     | 発売日         | ISBN                                                      |
| ---- | ------------------------ | -------------- | -------------- | --------------------------------------------------------- |
| 1    | バカとテストと召喚獣     | 2007年2月9日   | 2007年1月29日  | 978-4-7577-3329-9                                         |
| 2    | バカとテストと召喚獣2    | 2007年5月10日  | 2007年4月28日  | 978-4-7577-3505-7                                         |
| 3    | バカとテストと召喚獣3    | 2007年9月11日  | 2007年8月30日  | 978-4-7577-3682-5                                         |
| 4    | バカとテストと召喚獣3.5  | 2008年2月11日  | 2008年1月30日  | 978-4-7577-3979-6                                         |
| 5    | バカとテストと召喚獣4    | 2008年6月11日  | 2008年5月30日  | 978-4-7577-4236-9                                         |
| 6    | バカとテストと召喚獣5    | 2008年12月11日 | 2008年11月29日 | 978-4-7577-4518-6                                         |
| 7    | バカとテストと召喚獣6    | 2009年5月11日  | 2009年4月30日  | 978-4-7577-4827-9                                         |
| 8    | バカとテストと召喚獣6.5  | 2009年9月10日  | 2009年8月29日  | 978-4-7577-5040-1                                         |
| 9    | バカとテストと召喚獣7    | 2010年1月7日   | 2009年12月26日 | 978-4-04-726195-2                                         |
| 10   | バカとテストと召喚獣7.5  | 2010年3月11日  | 2010年2月27日  | 978-4-04-7263130                                          |
| 11   | バカとテストと召喚獣8    | 2010年9月10日  | 2010年8月30日  | 978-4-04-726727-5                                         |
| 12   | バカとテストと召喚獣9    | 2011年2月10日  | 2011年1月29日  | 978-4-04-727031-2                                         |
| 13   | バカとテストと召喚獣9.5  | 2011年7月12日  | 2011年6月30日  | 978-4-04-727332-0                                         |
| 14   | バカとテストと召喚獣10   | 2012年1月5日   | 2011年12月26日 | 978-4-04-727647-5                                         |
| 15   | バカとテストと召喚獣10.5 | 2012年10月11日 | 2012年9月29日  | 978-4-04-728351-0                                         |
| 16   | バカとテストと召喚獣11   | 2013年4月11日  | 2013年3月30日  | 978-4-04-728752-5 978-4-04-728753-2（ドラマCD付き特装版） |
| 17   | バカとテストと召喚獣12   | 2013年12月12日 | 2013年11月30日 | 978-4-04-729293-2                                         |
| 18   | バカとテストと召喚獣12.5 | 2015年4月10日  | 2015年3月30日  | 978-4-04-730298-3 978-4-04-730297-6（ドラマCD付き特装版） |

### 読み切り作品
- 「バカとテストと召喚獣 Special Edition」
  - 『Lady!? Steady,GO!! Special Edition』2015年10月30日発売[120]ISBN 978-4-04-730235-8付録の小冊子。
- 「僕とキミらと15センチにまつわる話」
  - 『僕とキミの15センチ　ショートストーリーズ』収録。
- 「バカとテストと召喚獣 バレンタインデーSS」
  - 作者のTwitterにて公開[121]。

### 他の作品とのコラボアンソロジー
- 『コラボアンソロジー2 “文学少女”はガーゴイルとバカの階段を昇る』2008年10月30日発売[122]、ISBN 978-4-7577-4484-4

### 漫画
バカとテストと召喚獣
まったくモー助（メインの作画）・夢唄（ネームと背景の作画）により「月刊少年エース」2009年6月号より2016年9月号まで連載された。
| 巻数 | タイトル                   | 初版発行日     | 発売日              | ISBN              |
| ---- | -------------------------- | -------------- | ------------------- | ----------------- |
| 1    | バカとテストと召喚獣（1）  | 2009年12月26日 | 2009年12月19日[124] | 978-4-04-715358-5 |
| 2    | バカとテストと召喚獣（2）  | 2010年2月26日  | 2010年2月26日[125]  | 978-4-04-715388-2 |
| 3    | バカとテストと召喚獣（3）  | 2010年8月26日  | 2010年8月24日[126]  | 978-4-04-715498-8 |
| 4    | バカとテストと召喚獣（4）  | 2011年1月26日  | 2011年1月22日[127]  | 978-4-04-715612-8 |
| 5    | バカとテストと召喚獣（5）  | 2011年6月25日  | 2011年6月23日[128]  | 978-4-04-715716-3 |
| 6    | バカとテストと召喚獣（6）  | 2012年1月26日  | 2012年1月24日[129]  | 978-4-04-120090-2 |
| 7    | バカとテストと召喚獣（7）  | 2012年7月26日  | 2012年7月24日[130]  | 978-4-04-120330-9 |
| 8    | バカとテストと召喚獣（8）  | 2013年3月26日  | 2013年3月19日[131]  | 978-4-04-120627-0 |
| 9    | バカとテストと召喚獣（9）  | 2013年6月26日  | 2013年6月21日[132]  | 978-4-04-120732-1 |
| 10   | バカとテストと召喚獣（10） | 2014年1月25日  | 2014年1月25日[133]  | 978-4-04-121009-3 |
| 11   | バカとテストと召喚獣（11） | 2014年7月26日  | 2014年7月26日[134]  | 978-4-04-101584-1 |
| 12   | バカとテストと召喚獣（12） | 2015年1月26日  | 2015年1月26日[135]  | 978-4-04-102280-1 |
| 13   | バカとテストと召喚獣（13   | 2015年6月26日  | 2015年6月26日[136]  | 978-4-04-103130-8 |
| 14   | バカとテストと召喚獣（14） | 2016年3月26日  | 2016年3月26日[137]  | 978-4-04-103131-5 |
| 15   | バカとテストと召喚獣（15） | 2016年11月26日 | 2016年11月26日[138] | 978-4-04-104891-7 |

バカとテストと召喚獣ぢゃ
月刊少年エース2010年2月号（2009年12月26日発売）より2014年1月号まで連載された。
| 巻数 | タイトル                      | 発売日             | ISBN              |
| ---- | ----------------------------- | ------------------ | ----------------- |
| 1    | バカとテストと召喚獣ぢゃ（1） | 2010年8月24日[139] | 978-4-04-715512-1 |
| 2    | バカとテストと召喚獣ぢゃ（2） | 2011年6月23日[140] | 978-4-04-715723-1 |
| 3    | バカとテストと召喚獣ぢゃ（3） | 2013年3月19日[141] | 978-4-04-120628-7 |
| 4    | バカとテストと召喚獣ぢゃ（4） | 2014年1月25日[142] | 978-4-04-121010-9 |

バカとテストと召喚獣 SPINOUT! それが僕らの日常。
ウェブコミック配信サイト「ファミ通コミッククリア」にて連載されている。文月学園の面々の日常を描いたスピンアウト作品。
| 巻数 | タイトル                                              | 発売日             | ISBN              |
| ---- | ----------------------------------------------------- | ------------------ | ----------------- |
| 1    | バカとテストと召喚獣 SPINOUT! それが僕らの日常。（1） | 2010年5月15日[143] | 978-4-04-726513-4 |
| 2    | バカとテストと召喚獣 SPINOUT! それが僕らの日常。（2） | 2010年9月15日[144] | 978-4-04-726750-3 |
| 3    | バカとテストと召喚獣 SPINOUT! それが僕らの日常。（3） | 2011年2月14日[145] | 978-4-04-727052-7 |
| 4    | バカとテストと召喚獣 SPINOUT! それが僕らの日常。（4） | 2011年7月15日[146] | 978-4-04-727373-3 |
| 5    | バカとテストと召喚獣 SPINOUT! それが僕らの日常。（5） | 2012年1月14日[147] | 978-4-04-727767-0 |
| 6    | バカとテストと召喚獣 SPINOUT! それが僕らの日常。（6） | 2012年8月10日[148] | 978-4-04-728263-6 |

バカとテストと召喚獣 コミックアンソロジー
少年エース編集部編の公式コミックアンソロジー。
- 『バカとテストと召喚獣 コミックアンソロジー』 角川書店〈角川コミックス・エース〉、2011年2月24日発売、ISBN 978-4-04-715631-9

### ファンブック
- 『バカとテストと召喚獣 公式ファンブック バカテ通』2010年5月1日初版発行（4月21日発売[150]）、ISBN 978-4-04-726507-3
  - 7.5巻までのおさらいやカラーイラスト、原作者達のインタビューが収録されている。

### ガイドブック
- 『バカとテストと召喚獣 アニメ公式ガイドブック 私立文月学園 赤本』2010年4月23日発売[151]、ISBN 978-4-04-854484-9
- 『よくわかるバカとテストと召喚獣』2010年8月28日発売[152]、ISBN 978-4-05-606030-0

## ドラマCD
いずれもムービックより発売。
テレビアニメにおいては、吉井明久役の下野紘と須川亮役の後藤啓介を除いてすべてキャストは変更されている。
- バカとテストと召喚獣 vol.1 2008年5月23日発売
- バカとテストと召喚獣 vol.2 2008年12月19日発売

## ゲーム
PC向けブラウザゲーム
バカとテストと召喚獣 for mixi、バカとテストと召喚獣 for Yahoo!モバゲー
前者はmixiアプリとして2010年1月21日より、後者はYahoo!モバゲー内サービスとして2010年10月より。サービス内容は同一で、ともにエンターブレインの提供。どちらも2011年6月30日をもってサービスを終了した。

携帯コンテンツ・スマートホン用アプリ
文月学園オンライン
アニメ版と連動した携帯コンテンツ。2009年7月17日オープン。試召戦争を再現したオンラインクイズゲームで、吉井明久役の下野紘や島田葉月役の平田真菜などもプレイしていた。下記の『2』にリニューアルされるという形でサービス終了。
文月学園オンライン2
文月学園オンラインがリニューアルされたコンテンツ。2011年1月24日より稼働。2012年1月31日にサービスを終了した。
バカとテストと召喚獣にっ!
2012年2月13日より、GREEとMobageでサービスを開始（Android版は5月8日にGREE・5月17日にMobageで対応）。10月15日からはFP版mixi（SP版は2013年4月22日に対応）、12月25日からはpixivゲームでも利用可能になっている。2014年9月30日にサービス終了。サービス提供者はニジボックス。
バカとテストと召喚獣 英語編、バカとテストと召喚獣 数学編、バカとテストと召喚獣 国語編
メディアファクトリーがiPhone、iPod touchアプリとしてそれぞれ英語編は2010年5月21日から、数学編は9月12日から、国語編は10月12日から配信。各教科の問題により試召戦争を再現。

ゲーム機用ソフト
バカとテストと召喚獣 PORTABLE
角川ゲームスがPSP用ソフトとして2012年12月13日発売。試召戦争を再現したボードゲームで、最初に使えるのは男性のみ。
ファミ通（通巻1253号）の40点満点のクロスレビューでは23点だった。

## アニメ
第1期
2010年1月から3月にかけてテレビ東京ほかにて放送された。
OVA
2010年11月にOVA『バカとテストと召喚獣 〜祭〜』上下全2巻発売が発表された。先行して『ラブプラス』風のPVが公開された。上巻は2011年2月23日発売、下巻は2011年3月30日発売。原作2巻を元にした学園祭のエピソード。モブキャラに『狂乱家族日記』や『吉永さん家のガーゴイル』がカメオ出演している。
第2期
テレビ東京での第1期最終回のエンディング直後、公式サイトにて第2期の制作が発表され、『バカとテストと召喚獣にっ!』 のタイトルで、2011年7月から9月まで放送された。放送開始前週には特別番組としてメインキャストやアーティストのコメントなどを交えた『バカとテストと召喚獣にっ! 予習編』が放送された。

### スタッフ
- 原作 - 井上堅二（「バカとテストと召喚獣」シリーズ ファミ通文庫/エンターブレイン刊）[15]
- 監督 - 大沼心[15]
- シリーズ構成 - 高山カツヒコ[15]
- キャラクター原案 - 葉賀ユイ[15]
- キャラクターデザイン - 大島美和[15]
- 色彩設計 - 木幡美雪[157]
- 美術監督 - 東厚治[54]
- 撮影監督 - 中西康祐[157]
- 編集 - たぐまじゅん[157]
- 音響監督 - 亀山俊樹[157]
- 音楽 - 虹音[54]
- プロデューサー - 新田達弘、立崎孝史、伊藤善之、和田洋介、高山昌子・有永真仁・細川修（OVA）
- アニメーションプロデューサー - 金子逸人
- アニメーション制作 - SILVER LINK.[15]
- 製作 
  - 第1期 - バカとテストと召喚獣製作委員会（メディアファクトリー、ティー・オーエンタテインメント、ランティス、コスパ、シルバーリンク）[54]
  - OVA&第2期 - バカとテストと召喚獣2製作委員会（メディアファクトリー、エンターブレイン、ティー・オーエンタテインメント、角川コンテンツゲート、ランティス、コスパ、シルバーリンク、博報堂DYメディアパートナーズ）

### 主題歌
第1期
オープニングテーマ「Perfect-area complete!」
作詞 - 畑亜貴 / 作曲・編曲 - 前山田健一 / 歌 - 麻生夏子
エンディングテーマ
「バカ・ゴー・ホーム」（第1問 - 第6問、第10問 - 第13問）
作詞 - bamboo / 作曲 - 一番星☆光 / 編曲 - 宮崎京一 / 歌 - milktub
コーラス - バカテスオールスターズ（吉井明久（下野紘）、姫路瑞希（原田ひとみ）、島田美波（水橋かおり）、木下秀吉（加藤英美里）、坂本雄二（鈴木達央）、土屋康太（宮田幸季）、霧島翔子（磯村知美））
「晴れときどき笑顔」（第7問 - 第9問）
作詞・作曲 - yozuca* / 編曲 - 黒須克彦 / 歌 - 姫路瑞希（原田ひとみ）、島田美波（水橋かおり）、木下秀吉（加藤英美里）、霧島翔子（磯村知美）

OVA
オープニングテーマ「恋愛向上committee」
作詞 - こだまさおり / 作曲・編曲 - 前山田健一 / 歌 - 麻生夏子
エンディングテーマ「月曜はキライ」
作詞 - bamboo / 作曲 - 一番星☆光 / 編曲 - 宮崎京一 / 歌 - milktub

第2期
オープニングテーマ「君+謎+私でJUMP!!」（第1問 - 第6問、第8問 - 第13問）
作詞 - 畑亜貴 / 作曲・編曲 - 高瀬一矢 / 歌 - Larval Stage Planning（桐島愛里、舞崎なみ、朝見凛）（I've）
エンディングテーマ
「エウレカベイビー」（第2問 - 第6問、第8問 - 第10問、第12問、第13問）
作詞 - 畑亜貴 / 作曲・編曲 - 前山田健一 / 歌 - 麻生夏子
「バカと個室と孤独飯」（第7問）
作詞 - bamboo / 作曲 - 一番星☆光 / 編曲 - 宮崎京一 / 歌 - milktub
「Hi-Ho!!」（第11問）
作詞 - bamboo / 作曲 - 一番星☆光 / 編曲 - 宮崎京一 / 歌 - milktub

### 評価
BD第1期第1巻の初週推定売上は3,510枚、DVD第1期第1巻の初週推定売上は3,453枚をそれぞれ記録している。BD第2期第1巻の初週推定売上は2,587枚、DVD第2期第1巻の初週推定売上は1,513枚をそれぞれ記録している。
「アニメキャラ大賞2011」では「マヌケだったで賞」で吉井明久が1位、「セクシーだったで賞」で姫路瑞樹が3位をそれぞれ獲得している。「NT読者が選んだ魂の1本2010」では「好きな男性キャラクター部門」で木下秀吉が8位を獲得している。

### 各話リスト
各話のサブタイトルはタイトルと同じ「○○と××と△△」という形がとられており、2期では8話と11話以外最後に番組タイトルと同じ「っ!」というフレーズがつけられた。
| 話数   | サブタイトル                              | 脚本         | 絵コンテ         | 演出                    | 作画監督                                                                                            | 総作画監督          |
| 第1期  | 第1期                                     | 第1期        | 第1期            | 第1期                   | 第1期                                                                                               | 第1期               |
| ------ | ----------------------------------------- | ------------ | ---------------- | ----------------------- | --------------------------------------------------------------------------------------------------- | ------------------- |
| 第1問  | バカとクラスと召喚戦争                    | 高山カツヒコ | 大沼心           | 大沼心                  | 野田めぐみ、八代きみこ 長谷川亨雄                                                                   | -                   |
| 第2問  | ユリとバラと保健体育                      | 高山カツヒコ | 斉藤良成         | 斉藤良成                | 渡部桂太、佐々木貴宏                                                                                | 大島美和            |
| 第3問  | 食費とデートとスタンガン                  | 高山カツヒコ | ワタナベシンイチ | ワタナベシンイチ        | 松浦里美、竹森由加 八代きみこ、野田めぐみ                                                           | 大島美和            |
| 第4問  | 愛とスパイスとお弁当                      | 高山カツヒコ | あおきえい       | 吉本毅                  | 渡辺亜彩美                                                                                          | 大島美和            |
| 第5問  | 地図と宝とストライカー・シグマV           | 高山カツヒコ | ワタナベシンイチ | 福多潤                  | 竹森由加、野田めぐみ、松浦里美 山吉一幸、冨田佳亨                                                   | 大島美和            |
| 第6問  | 僕とプールと水着の楽園――と、              | 高山カツヒコ | 岩畑剛一         | 土屋康郎                | 長谷川亨雄、井上善勝 谷口繁則                                                                       | 大島美和 野田めぐみ |
| 第7問  | 俺と翔子と如月グランドパーク              | 高山カツヒコ | 大沼心           | 笹原嘉文                | 野田めぐみ、松浦里美、山吉一幸 竹森由加、石田啓一、長谷川亨雄 冨田佳亨、森前和也                    | 大島美和            |
| 第8問  | 暴走と迷宮と召喚獣補完計画                | 高山カツヒコ | 斉藤良成         | 斉藤良成                | 渡部桂太、佐々木貴宏                                                                                | 大島美和            |
| 第9問  | キスとバストとポニーテール                | 高山カツヒコ | 細田直人         | 吉本毅                  | 渡辺亜彩美                                                                                          | 大島美和            |
| 第10問 | 模試と怪盗とラブレター                    | 高山カツヒコ | ワタナベシンイチ | ワタナベシンイチ        | 野田めぐみ、竹森由加、松浦里美 山吉一幸、長谷川亨雄、森前和也 石田啓一、谷口繁則                    | 大島美和            |
| 第11問 | 宿敵と恋文と電撃作戦                      | 高山カツヒコ | 大沼心           | 笹原嘉文 斉藤良成       | 野田めぐみ、斉藤良成、山吉一幸 竹森由加、石田啓一、長谷川亨雄 渡部桂太、佐々木貴宏                  | 大島美和            |
| 第12問 | 愛と勇気と俺たちの戦いはこれからだ!（仮） | 高山カツヒコ | ワタナベシンイチ | 福多潤 ワタナベシンイチ | 野田めぐみ、山吉一幸、松浦里美 竹森由加、森前和也、石田啓一 渡部桂太、長谷川亨雄 井上善勝、谷口繁則 | 大島美和            |
| 第13問 | バカとテストと召喚獣                      | 高山カツヒコ | 川口敬一郎       | 大沼心                  | 野田めぐみ、山吉一幸、松浦里美 竹森由加、森前和也、長谷川亨雄 鈴木奈都子、斉藤良成                  | 大島美和            |
| OVA    |                                           |              |                  |                         | |                     |
| 上巻   | 1日目「僕とメイドと新たなる旅立ち」       | 高山カツヒコ | 大沼心           | 笹原嘉文                | 大島美和、渡辺亜彩美                                                                                | -                   |
| 下巻   | 2日目「バカと花火と召喚大会」             | 高山カツヒコ | 斉藤良成         | 斉藤良成                | 佐々木貴宏、出野喜則                                                                                | 大島美和            |
| 第2期  |                                           |              |                  |                         | |                     |
| 第1問  | 僕とみんなと海水浴っ!                     | 高山カツヒコ | 大沼心           | 大沼心                  | 野田めぐみ、大島美和                                                                                | -                   |
| 第2問  | 僕と浴衣とお祭り騒ぎっ!                   | 高山カツヒコ | 斉藤良成         | 斉藤良成                | 松浦里美、高原修司                                                                                  | 大島美和            |
| 第3問  | 僕とあの娘とぬいぐるみっ!                 | 関根アユミ   | ワタナベシンイチ | ワタナベシンイチ        | 山吉一幸、竹森由加                                                                                  | 大島美和            |
| 第4問  | 僕と本音と男の尊厳っ!                     | 大沼心       | 福多潤           | 福多潤                  | 山吉一幸、坂本龍典、竹森由加 高原修司、松浦里美、野田めぐみ                                         | 大島美和            |
| 第5問  | 僕とのぞきと強化合宿っ!                   | 高山カツヒコ | ワタナベシンイチ | 山口頼房                | 高原修司、松浦里美、野田めぐみ                                                                      | 大島美和            |
| 第6問  | 僕とのぞきと男の友情っ!                   | 高山カツヒコ | 川面真也         | 川面真也                | 小谷杏子、つなきあき、野田めぐみ                                                                    | 大島美和            |
| 第7問  | 僕とのぞきと遥かなる桃源郷っ!             | 高山カツヒコ | 西田正義         | 井硲清高                | つなきあき、高原修司                                                                                | 大島美和            |
| 第8問  | ウチと日本と知らない言葉                  | 高山カツヒコ | 坂本隆           | 坂本隆                  | 坂本隆、牛島希                                                                                      | 大島美和            |
| 第9問  | 僕と恋路と交渉術っ!                       | 高山カツヒコ | 岩畑剛一         | 夕澄慶英                | 小田武士、宮嶋仁志                                                                                  | 大島美和            |
| 第10問 | 僕と恋路と恋愛術っ!                       | 高山カツヒコ | ワタナベシンイチ | 森宮崇佳                | 大河原晴男、片岡千春                                                                                | 大島美和            |
| 第11問 | 雄二と翔子と幼い思い出                    | 関根アユミ   | 笹原嘉文         | 福多潤                  | 野田めぐみ、山吉一幸、小谷杏子                                                                      | 大島美和            |
| 第12問 | バカと道化と鎮魂歌（レクイエム）っ!       | 関根アユミ   | ワタナベシンイチ | ワタナベシンイチ        | 野田めぐみ、山吉一幸、高原修司 松浦里美、竹森由加、片岡千春                                         | 大島美和            |
| 第13問 | バカとテストと召喚獣っ!                   | 関根アユミ   | 大地丙太郎       | 川面真也                | 野田めぐみ、山吉一幸、小谷杏子 竹森由加、中西理絵、上田みねこ 長谷川亨雄、片岡千春                  | 大島美和            |

### 放送局
| 放送地域   | 放送局             | 放送期間                | 放送日時           | 系列                          | 備考             |       |
| 第1期      | 第1期              | 第1期                   | 第1期              | 第1期                         | 第1期            | 第1期 |
| ---------- | ------------------ | ----------------------- | ------------------ | ----------------------------- | ---------------- | ----- |
| 関東広域圏 | テレビ東京         | 2010年1月6日 - 3月31日  | 水曜 26:20 - 26:50 | テレビ東京系列                |                  |       |
| 愛知県     | テレビ愛知         | 2010年1月6日 - 3月31日  | 水曜 26:58 - 27:28 | テレビ東京系列                |                  |       |
| 大阪府     | テレビ大阪         | 2010年1月8日 - 4月2日   | 金曜 27:35 - 28:05 | テレビ東京系列                |                  |       |
| 日本全域   | AT-X               | 2010年1月14日 - 4月8日  | 木曜 11:00 - 11:30 | CS放送                        | リピート放送あり |       |
| 鹿児島県   | 鹿児島テレビ       | 2010年6月3日 - 9月2日   | 木曜 26:20 - 26:50 | フジテレビ系列                |                  |       |
| 日本全域   | BSジャパン         | 2011年4月3日 - 6月26日  | 日曜 24:05 - 24:35 | テレビ東京系列 BSデジタル放送 |                  |       |
| 滋賀県     | びわ湖放送         | 2011年4月5日 - 6月28日  | 火曜 26:50 - 27:20 | 独立UHF局                     |                  |       |
| 日本全域   | キッズステーション | 2012年5月19日 - 6月2日  | 土曜 26:00 - 28:30 | CS放送                        | 最大5話連続      |       |
| 第2期      |                    |                         |                    |                               |                  |       |
| 関東広域圏 | テレビ東京         | 2011年7月7日 - 9月29日  | 木曜 26:15 - 26:45 | テレビ東京系列                |                  |       |
| 大阪府     | テレビ大阪         | 2011年7月8日 - 9月30日  | 金曜 27:05 - 27:35 | テレビ東京系列                |                  |       |
| 愛知県     | テレビ愛知         | 2011年7月13日 - 10月5日 | 水曜 27:00 - 27:30 | テレビ東京系列                |                  |       |
| 日本全域   | AT-X               | 2011年7月14日 - 10月6日 | 木曜 9:30 - 10:00  | CS放送                        | リピート放送あり |       |
| 日本全域   | キッズステーション | 2012年6月9日 - 6月23日  | 土曜 26:00 - 28:30 | CS放送                        | 最大5話連続      |       |

- BSジャパンで深夜アニメを放送するのは『閃光のナイトレイド』以来となる（ただし地上波では当作品の方が早く放送された）。

### ネット配信
第1期
| 放送サイト                                                     | 放送形態      | 放送範囲 | 放送期間                       |
| -------------------------------------------------------------- | ------------- | -------- | ------------------------------ |
| ShowTime                                                       | PC            | 日本全域 | 2010年1月15日 - 、無料配信あり |
| U-NEXT                                                         | VOD（IP方式） | 日本全域 | 2010年1月15日 - 、無料配信あり |
| メディファク☆モバイル!                                         | 携帯電話      | 日本全域 | 2010年1月15日 - 、無料配信あり |
| GYAO!ストア DMM アニメワン goo OCN あにてれ バンダイチャンネル | PC            | 日本全域 | 2010年1月22日 - 、全話有料配信 |
| J:COM PlayStation Store                                        | STB           | 日本全域 | 2010年1月22日 - 、全話有料配信 |

第2期
| 放送サイト             | 放送形態 | 放送範囲 | 放送期間                       |
| ---------------------- | -------- | -------- | ------------------------------ |
| ShowTime               | PC       | 日本全域 | 2011年7月15日 - 、無料配信あり |
| ニコニコチャンネル     | PC       | 日本全域 | 2011年7月15日 - 、無料配信あり |
| メディファク☆モバイル! | 携帯電話 | 日本全域 | 2011年7月15日 - 、無料配信あり |
| ムービーゲート         | 携帯電話 | 日本全域 | 2011年7月15日 - 、無料配信あり |

### モバイルサイト
TVアニメの公式モバイルサイトでは情報発信とフルアニメの配信以外に、きせかえ・マチキャラ・flashゲームなどが登録で利用できる。

### DVD / Blu-ray
初回生産特典として、両面描き下ろしデジパック（葉賀ユイ、大島美和）、BAKAですNOTE（特製ブックレット）が附属する。また、共通特典として、映像特典1「未公開映像（制作：ムッツリ商会）」（新作アニメ映像）、映像特典2「リアルFクラスの課外授業」（メインキャスト実写映像）、映像特典3「視聴覚室で視聴しよう!」（その他アニメ映像）、音声特典「ちゃぶ台談義」（オーディオコメンタリー）が付属する。トップメニューの画像には2パターンあり、メニューを呼び出した際にランダムでいずれかが表示される。
| 巻数 | 発売日        | 収録話          | 規格品番  | 規格品番  |
| 巻数 | 発売日        | 収録話          | DVD       | BD        |
| ---- | ------------- | --------------- | --------- | --------- |
| 1    | 2010年4月23日 | 第1問 - 第2問   | ZMBZ-5391 | ZMXZ-5401 |
| 2    | 2010年5月25日 | 第3問 - 第4問   | ZMBZ-5392 | ZMXZ-5402 |
| 3    | 2010年6月25日 | 第5問 - 第6問   | ZMBZ-5393 | ZMXZ-5403 |
| 4    | 2010年8月6日  | 第7問 - 第8問   | ZMBZ-5394 | ZMXZ-5404 |
| 5    | 2010年8月25日 | 第9問 - 第10問  | ZMBZ-5395 | ZMXZ-5405 |
| 6    | 2010年9月22日 | 第11問 - 第13問 | ZMBZ-5396 | ZMXZ-5406 |

| 巻数 | 発売日         | 収録話          | 規格品番  | 規格品番  |
| 巻数 | 発売日         | 収録話          | DVD       | BD        |
| ---- | -------------- | --------------- | --------- | --------- |
| 1    | 2011年9月21日  | 第1問 - 第2問   | ZMBZ-7331 | ZMXZ-7321 |
| 2    | 2011年10月26日 | 第3問 - 第4問   | ZMBZ-7332 | ZMXZ-7322 |
| 3    | 2011年11月25日 | 第5問 - 第6問   | ZMBZ-7333 | ZMXZ-7323 |
| 4    | 2011年12月21日 | 第7問 - 第8問   | ZMBZ-7334 | ZMXZ-7324 |
| 5    | 2012年1月25日  | 第9問 - 第10問  | ZMBZ-7335 | ZMXZ-7325 |
| 6    | 2012年2月22日  | 第11問 - 第12問 | ZMBZ-7336 | ZMXZ-7326 |

### 映像特典
Blu-ray&DVD各巻収録の映像特典。

#### 第1期
『Mission:Impossible:Baka』
ムッツリーニがメインの短編アニメ。
キャスト
- 指令の声 - 津田健次郎
- ナレーション - 大塚明夫
- きぐるみ - 後藤啓介（6話）

| 巻数 | サブタイトル | 脚本         | 絵コンテ         | 演出                                  | 作画監督            | 発売日        |
| ---- | --- | ------------ | ---------------- | ------------------------------------- | ------------------- | ------------- |
| 1    | Mission:Impossible:Baka 予告編                                                                                            |              |                  |                                       |                     | 2010年4月23日 |
| 2    | Mission:Impossible:Baka Mission:01 ムッツリーニは殺しの番号                                                               | 高山カツヒコ | ワタナベシンイチ | ワタナベシンイチ                      | 野田めぐみ 大島美和 | 2010年5月25日 |
| 3    | バカ限定女装コンテスト | 井上堅二     | ワタナベシンイチ | ワタナベシンイチ                      | 野田めぐみ 大島美和 | 2010年6月25日 |
| 4    | 姫路瑞希の女子ごはん | 高山カツヒコ | ワタナベシンイチ | ワタナベシンイチ                      | 野田めぐみ          | 2010年7月23日 |
| 5    | 王様ゲーム in 文月学園 | 井上堅二     | ワタナベシンイチ | ワタナベシンイチ 小島丈茂（演出助手） | 野田めぐみ 大島美和 | 2010年8月25日 |
| 6    | バカテス童話 〜召喚獣は見た!?赤く染まったウェディングドレス！ みちのく湯けむり密室の悲劇！ 孤島の狭小物件、黒髪の匠の技〜 | 関根亜由実   | ワタナベシンイチ | ワタナベシンイチ 小島丈茂（演出助手） | 野田めぐみ 大島美和 | 2010年9月22日 |

『リアルFクラスの課外授業』
リアルFクラスの課外授業は声優陣による実写映像。
1. 1時間目・理科
2. 2時間目・家庭科
3. 3時間目・体育
4. 4時間目・美術
5. 5時間目・英語
6. 6時間目・音楽

『視聴覚室で主張しよう!』
1. 第1巻 ノンクレジットオープニング／ノンクレジットエンディング／プロモーション映像
2. 第2巻 ノンクレジットエンディング／初出プロモーション映像
3. 第3巻 クリスマス特別映像／文月学園オンラインAクラスクレジットエンディング
4. 第4巻 ノンクレジットエンディング2
5. 第5巻 DVD告知CM
6. 第6巻 ノンクレジットオープニング2／ノンクレジットエンディング3

#### 第2期
『バカとテストと召喚獣SPINOUT! それが僕らの日常。遠征中』
ファミ通コミッククリア連載、namo作『バカとテストと召喚獣 SPINOUT! それが僕らの日常。』をアニメ化した、SDキャラによる短編アニメ。
スタッフ
- 漫画 - namo
- 原作 - 井上堅二
- キャラクター原案 - 葉賀ユイ
- キャラクターデザイン - 重本和佳子
- 監修 - 大沼心

| 巻数  | サブタイトル                    | コンテ   | 演出                            | 作画監督              | 発売日         |
| ----- | ------------------------------- | -------- | ------------------------------- | --------------------- | -------------- |
| 第1巻 | -                               | 中野一巳 | きぐるみ コジマカントク（助手） | 重本和佳子 野田めぐみ | 2011年9月21日  |
| 第2巻 | -                               | 笹原嘉文 | 笹原嘉文                        | 重本和佳子            | 2011年10月26日 |
| 第2巻 | 魔法秀吉ひでよし （正式公開版） | 中野一巳 | 小島丈茂                        | 重本和佳子            | 2011年10月26日 |
| 第3巻 | -                               | 中野一巳 | きぐるみ 笹原嘉文（助手）       | -                     | 2011年11月25日 |
| 第4巻 | -                               | 笹原嘉文 | 笹原嘉文                        | 重本和佳子            | 2011年12月21日 |
| 第5巻 | -                               | 中野一巳 | きぐるみ 笹原嘉文（助手）       | 重本和佳子            | 2012年1月25日  |
| 第6巻 | -                               | きぐるみ | きぐるみ                        | 重本和佳子            | 2012年2月22日  |

『リアルFクラスの日常。』
『視聴覚室の中心でBAKAと叫ぶ』

### 関連CD
| 発売日         | タイトル                                                   | 種類               |
| -------------- | ---------------------------------------------------------- | ------------------ |
| 2010年2月24日  | バカとテストと召喚獣 キャラクターソングミニアルバム        | キャラクターソング |
| 2010年3月24日  | Bakatesu Gachinko Music（略して「バカテスBGM」）           | サウンドトラック   |
| 2010年5月26日  | ワシとソングと演劇魂                                       | キャラクターソング |
| 2010年9月22日  | バカとテストと召喚獣 ドラマCD 僕と黒子と如月グランドパーク | ドラマCD           |
| 2011年8月24日  | 明久ハーレムCD                                             | キャラクターソング |
| 2011年9月7日   | わたしとウチと乙女心                                       | キャラクターソング |
| 2011年10月26日 | ワシと僕らと恋愛術                                         | キャラクターソング |
| 2011年10月26日 | Fancy×Funky乙女団                                          | キャラクターソング |

## Webラジオ
バカとテストと召喚獣 文月学園放送部（バカとテストとしょうかんじゅう ふみつきがくえんほうそうぶ）は、2009年11月12日から2012年7月12日まで音泉にて配信されていたラジオ番組。配信週は3週1回木曜日、2010年1月7日から9月16日まで毎週木曜日、2010年9月23日から2011年6月16日まで隔週木曜日、6月30日から2012年1月12日まで毎週木曜日、2月2日から6月21日まで隔週木曜日、7月12日にSP回、2014年6月13日にSP回（音泉設立10周年記念企画）を配信。
あいさつは「サモン」。番組内で時折下野以外の男性の笑い声が津田健次郎に似ていることから当初はリスナーからその指摘があったが、第9回の冒頭で「構成作家の笑い声」と言及された。
第43回と第44回（2010年10月21日・11月4日）はスケジュールが合わなかったため原田は欠席となった。放送初期から原田による下ネタ発言および行動が終始目立っていたために、第46回放送以降では下ネタ発言または行動が収録中あったかどうかをプロデューサーに判定してもらい、問題無しなら何も無し、問題ありだった場合は問題の原因となった人物が罰ゲーム（恥ずかしい詩を読む、収録室から強制退場など）ともとれるお仕置きを受けるというルールが追加された。ただし、プロデューサーが不在の時が時々あるため、スタッフが代理で判定した回がある。第74回（2011年9月29日）は『MAG・ネット』スタッフが、第77回（2011年10月20日）はスタッフも不在だったため原田のマネージャーが判定した。
番組内での下野は暴走する原田やゲストを制止する場面が必ず存在し、下野が保護者的な行動を行うその姿から「お母さん」と呼ばれるようになっている。第74回（2011年9月29日）はNHK総合の『MAG・ネット』取材のためカメラが潜入。収録した模様の一部は2011年10月7日（24時15分）の同番組内で放送されたが、「打ち合わせ風景含め、始めから終わりまでずっと収録されてましたが、たぶん放送で使えるのは別に2人で録ったインタビューのとこだけ」と、つっつうのコメント通りラジオ本編の様子はほとんど放送されなかった。

### パーソナリティ
- 下野紘（吉井明久役）
- 原田ひとみ（姫路瑞希役）

### スタッフ（ラジオ）
- ディレクター：筒井武（つっつう）

### コーナー
ふつおた
普通のおたよりコーナー。パーソナリティ、ゲストへの質問、本アニメに関する感想など。
バカテス・チェック!
スタッフが作成した色々なテスト問題を宿題として出題され、正解ではなく面白いボケ解答を考えるいわゆる大喜利コーナー。
募集中のお題については番組紹介のコメント欄を参照。
集え!ムッチリ集会!!!
女の子が大好きなムッチリーニこと原田が悶え喜ぶような"女の子との"萌えるシチュエーションを紹介するコーナー。
下野+原田+ゲストで、JUMP!!
第61回放送から開始したコーナー。リスナーから届いたきれいな物語になりそうなタイトル案を元に、下野と原田とゲストで「心が洗われるようなストーリー」を即興で作り上げるというもの。順番は抽選で決定する。
きれいに話がまとまらなかった場合はプロデューサー判定に影響が出る。原田曰く、「罰ゲームをやるために罰ゲームをしているようなもの」。
瑞希、言っちゃいます!
鳥だ!飛行機だ!Fクラスだ!
姫路瑞希の簡単レシピ♪
瑞希が作る殺人レシピにちなんで、リスナーから食べ合わせの悪いレシピを紹介。第1回(?)から第60回まで行われた。

### ゲスト
ラジオCD
DISC1に新規録り下ろしの特別版ラジオ、DISC2にmp3データで配信終了した回を収録した、2枚組の番組ラジオCD。初回盤には毎巻、番組中で生まれた名（迷）言を集めた「バカテス名言ステッカー」が同梱される。市場で販売されている物の他に、対象店舗でのアニメやOVAのDVD・Blu-rayの全巻購入特典や、漫画版が掲載されている「少年エース」の付録などとして、録り下ろしのラジオCDが存在する。

## コラボレーション
- 2010年2月より、バカテスカフェが飲食店舗（キュアメイドカフェ、Wonder cafe、クイーンドルチェ）で開催された。終了となる3月まで、開催期間中は各店舗にでオリジナルメニューが登場した[165]。テレビアニメ第2期の放映に合わせて2011年の7月 - 8月にも同カフェが飲食店舗（キュアメイドカフェ、Wonder cafe、クイーンドルチェ、カラオケパセラ）にて行われ、新メニューが提供された[166]。
- ブシロードのトレーディングカードゲーム、ChaosTCGに参戦している。収録OSは、2010年8月28日に「バカとテストと召喚獣」、2011年10月29日に「バカとテストと召喚獣にっ!」。
- 「バカとテストと召喚獣にっ！」とオンラインゲームコミュニティサイトアットゲームズでコラボキャンペーンが行われ、2011年7月〜2012年1月にかけて第1弾[167]、2011年9月 - 2012年1月にかけて第2弾[168]のアットゲームズ内のアバター・セルフィに使用できるアイテムが販売された。
- 2011年8月に、テレビアニメ第2期の放映に併せてミニストップとのコラボキャンペーンが行われた。対象商品を2品購入するとクリアファイルがもらえ、オリジナル商品も2品（カップ麺とコーンチップス）販売された[169]。
- 2013年に角川スニーカー文庫の25周年と、ファミ通文庫の15周年を祝い、涼宮ハルヒシリーズと「バカとハルヒとコラボフェア」が催され[170]、期間中に対象の書籍を購入するとオリジナル景品が抽選で当選したり、互いの1 - 3巻に文庫カバー状の特大帯がそれぞれのイラストーターを交換して描かれたりした。
- ファミ通文庫15周年記念の一環で、アニメイトでファミ通文庫の新刊を購入すると、1冊1枚、プレシャスメモリーズの月替わりのトレカを特典として配布するというコラボレーションが実施された[171]。バカとテストと召喚獣の月は2013年9月30日発売分で、起用されているキャラは秀吉である。
- 「バカとテストと召喚獣にっ!」と、MobageやYahoo!モバゲーのコラボレーションでアバターコインガチャが2013年6月21日より発売された[172]。